# Chevrolet Caprice
El Chevrolet Caprice es un automóvil de gran tamaño con motor v8 producido por Chevrolet en Norteamérica entre 1965 y 1996. Las ventas del Chevrolet Caprice alcanzaron su máximo en 1965, con más de un millón de unidades vendidas. Fue el coche más popular en los EE. UU. en la década de 1960 y principios de 1970, que, durante su vida, incluyó el Biscayne, Bel Air, y el Impala.
Presentado a mediados de 1965 como un equipamiento de lujo para el Impala de cuatro puertas y techo duro, Chevrolet ofreció una línea completa de modelos Caprice a partir de 1966, que incluía un cupé "formal de techo duro" y una ranchera Estate. Los modelos de 1971 a 1976 son los Chevrolet más grandes jamás fabricados. Los modelos reducidos de 1977 y rediseñados de 1991 fueron galardonados con el premio Motor Trend al Coche del Año. La producción finalizó en 1996.
De 2011 a 2017, la marca Caprice regresó a América del Norte como un vehículo de tamaño completo, tracción trasera para la policía, una importación cautiva de Australia construido por la filial de General Motors Holden-el vehículo de la policía es una versión rebautizada del Holden WM/WN Caprice. La marca también tuvo una presencia civil y policial en el Medio Oriente desde 1999 hasta 2017, donde el Holden Statesman/Caprice importado construido por Holden fue comercializado como el Chevrolet Caprice en mercados como los Emiratos Árabes Unidos y Arabia Saudita.

## Historia
Existen diferentes versiones sobre el origen del nombre Caprice. Una afirma que fue acuñado por Bob Lund, Director General de Ventas de Chevrolet, en honor a un elegante restaurante que frecuentaba en Nueva York. Otra dice que el coche se llamó así por Caprice Chapman, la hija del ejecutivo automovilístico James P. Chapman.

## Primera generación (1965-1970)

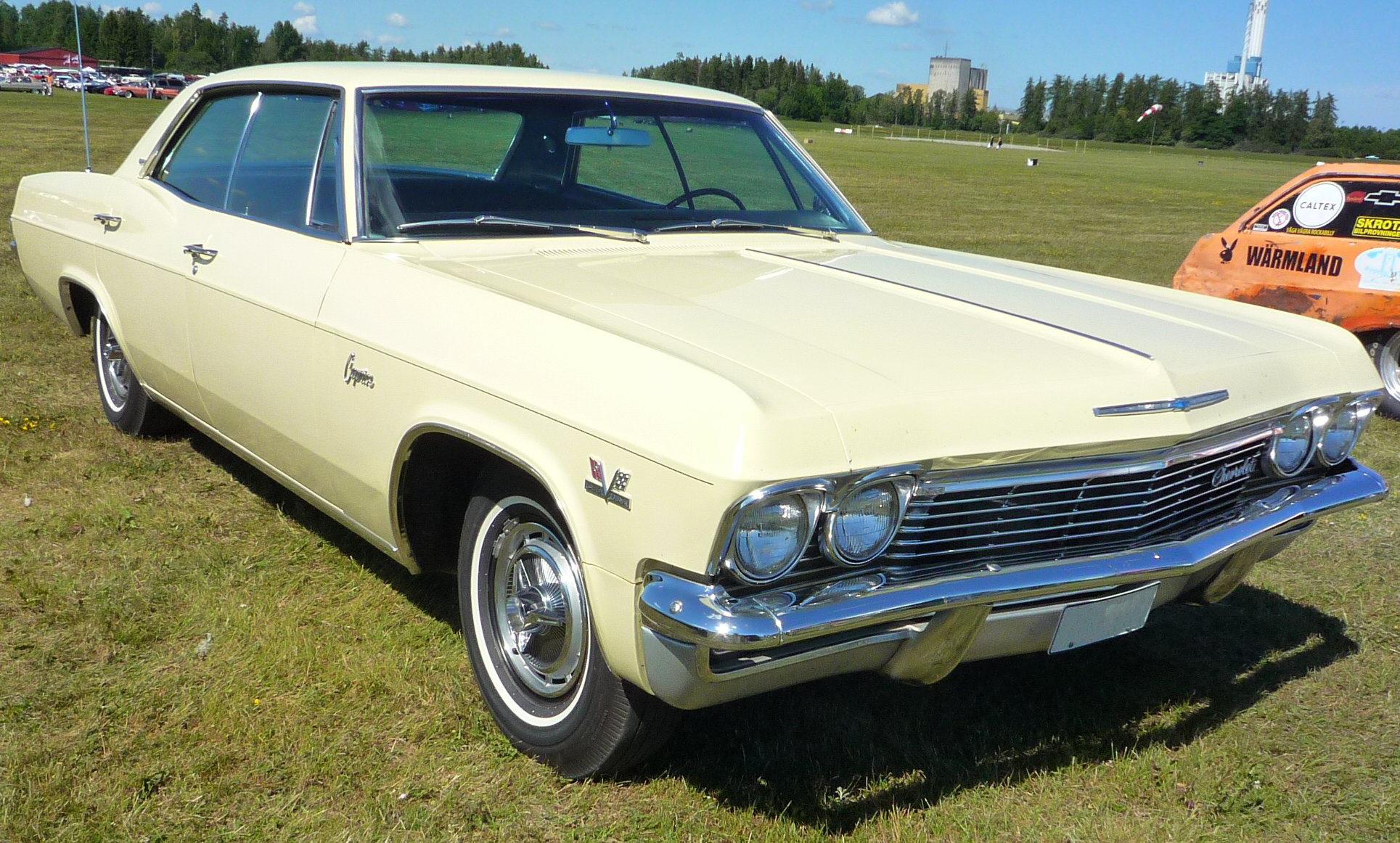
1965 Chevrolet Impala Caprice

El Caprice Custom Sedan se ofrecía como paquete opcional (RPO Z18) en el Chevrolet Impala de 4 puertas y techo duro de 1965, que añadía 200 dólares (equivalentes a 1.857 dólares en 2022) al precio de 2.742 dólares (equivalentes a 25.463 dólares en 2022). La opción Caprice incluía un bastidor más pesado, cambios en la suspensión, parrilla delantera y panel embellecedor trasero en negro con la placa Caprice, molduras esbeltas en los umbrales de la carrocería, emblemas de la flor de lis en los cuartos de techo, franjas laterales del color de la carrocería y emblemas Caprice en el capó y el salpicadero. Las cubiertas de las ruedas eran las mismas que las del Super Sport de ese año, pero el emblema "SS" en el centro de la rueda se sustituyó por una pajarita Chevy. También se utilizó el panel embellecedor trasero oscurecido del Super Sport, sin el emblema "Impala SS". El interior contaba con asientos y puertas de tela y vinilo de mayor calidad (así como moqueta más gruesa y de mayor calidad), molduras de imitación de nogal en el salpicadero y los paneles de las puertas, tiradores en las puertas y luces adicionales. El techo de vinilo era opcional. El motor V8 de 4,6 l (283 cu pulg.) y 145 kW (195 CV) era de serie, al igual que la transmisión manual de 3 velocidades montada en la columna.

### 1966
El Caprice adquirió el estatus de serie para el modelo del año 1966 y se posicionó como el Chevrolet de tamaño completo de gama alta. Incluía un techo duro de cuatro puertas, una ranchera para seis o nueve pasajeros y un techo duro de dos puertas con una línea de techo formal cuadrada en contraste con el estilo de techo fastback del Impala/SS Sport Coupe. Los cuatro modelos Caprice se comercializaron como "Caprice Custom".
El Caprice Custom Estate, un nuevo modelo station wagon con molduras exteriores de imitación madera, fue el primer Chevrolet con un diseño de este tipo desde que en 1954 se ofreciera el verdadero woodie wagon en el Chevrolet Bel Air. Todos los wagon incluían un interior de dos filas de asientos tapizados en vinilo con un tercer asiento opcional para dos personas orientado hacia atrás. El Custom Estate se convirtió en el familiar de tamaño completo cuando el Buick LeSabre Estate dejó de fabricarse en 1964. El motor V8 de 4,6 l (283 c.c.) era el estándar en los modelos Caprice, mientras que el motor V8 "Turbo Jet" de 6,5 l (396 c.c.) y 242 kW (325 c.v.) era opcional. Era posible tener la Opción de Producción Regular (RPO) L72, un V8 de bloque grande de 425 CV con elevadores sólidos, árbol de levas y carburador especiales y compresión de 11 a 1. La transmisión automática, la dirección asistida, los neumáticos de flancos blancos y la capota de vinilo (en los modelos de techo duro) eran opciones de coste adicional, pero la mayoría se fabricaron con ellas. Además, se disponía de aire acondicionado, elevalunas eléctricos, control de velocidad Cruise-Master, asientos eléctricos, atenuador automático de faros (sólo en 1965) y radio estéreo. La transmisión de serie era una manual Synchro-Mesh de tres velocidades, montada en la columna de dirección. Se mantuvo de serie durante toda esta generación.

### 1967

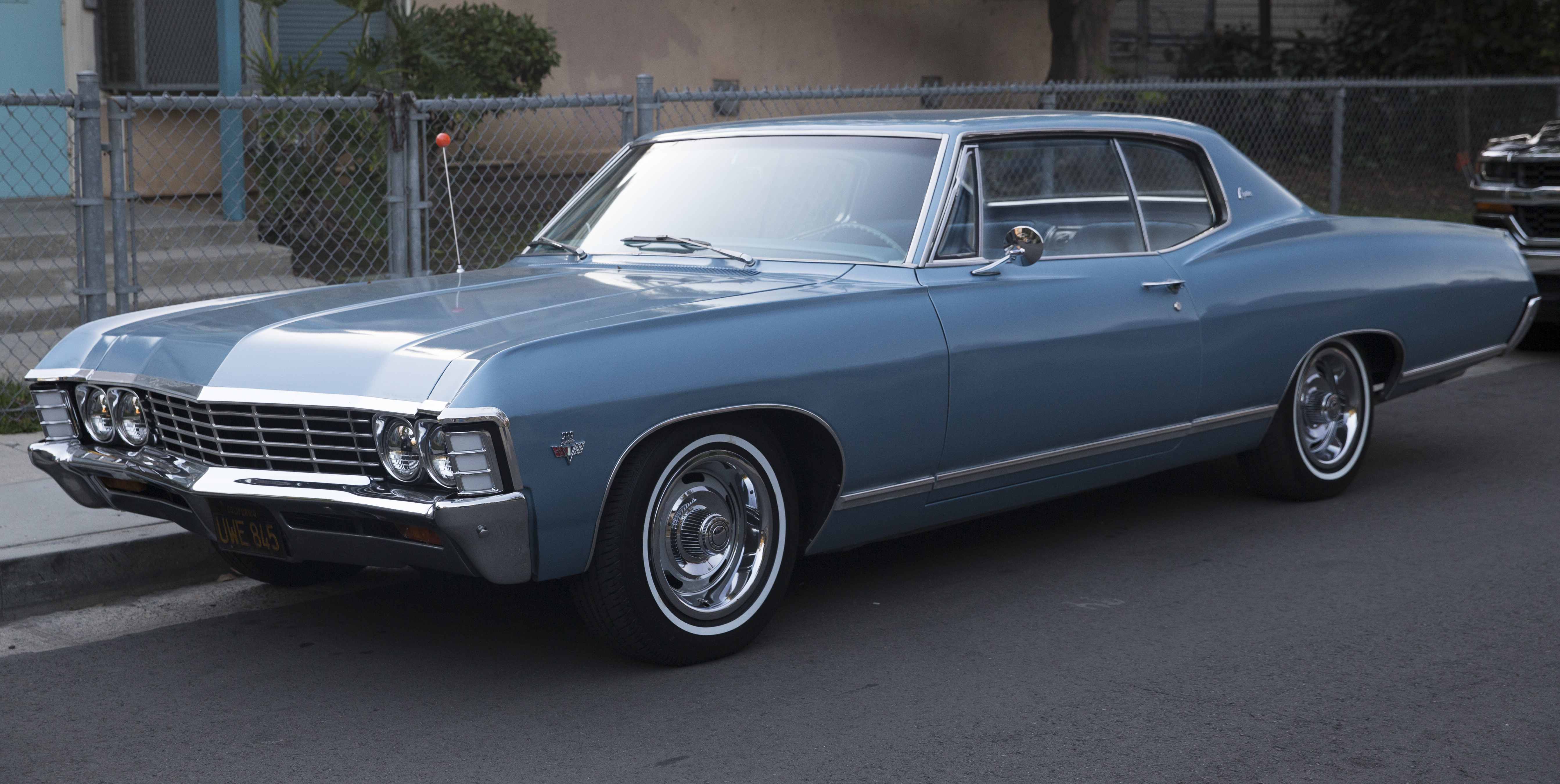
1967 Chevrolet Caprice Coupe

El Caprice de 1967 recibió un restyling con líneas de carrocería más redondeadas y rejillas y luces traseras revisadas, luces de esquina del guardabarros delantero opcionales que se iluminaban con los faros, así como un panel de instrumentos revisado con instrumentos redondos y un nuevo volante. Las lentes de las luces traseras eran rojas, ya que las luces de marcha atrás se habían reubicado en el parachoques trasero, a diferencia de los modelos de menor tamaño que tenían las luces de marcha atrás en el centro de las luces traseras. Ahora se incluía un cilindro de freno maestro doble, mientras que los frenos de disco delanteros eran opcionales. Otras nuevas opciones eran un reproductor de cintas estéreo de 8 pistas, cierres de puertas eléctricos y un sistema de control de luces exteriores de fibra óptica. Se mantuvieron las mismas opciones de asientos que antes, con revisiones de los tapizados y la incorporación de la tapicería de vinilo como opción gratuita para los asientos convencionales y los asientos Strato de las berlinas y los coupés. La oferta de motores y transmisiones se mantuvo respecto al año anterior. La excepción era el motor opcional V8 Turbo Jet de 7,0 litros y 425 CV (317 kW), que dejaba el 427 de 385 CV (287 kW) como motor superior. La transmisión Turbo Hydramatic de tres velocidades que antes sólo estaba disponible con los V8 de 396 cu pulg. (6,5 L) y 427 cu pulg. (7,0 L) era ahora opcional con el V8 Turbo Fire de 327 cu pulg. (5,4 L) y 275 CV (205 kW). Como todos los coches vendidos en EE. UU. en 1967, el Caprice incorporaba elementos de seguridad para la protección de los ocupantes, como una columna de dirección que absorbía la energía, mandos de control interiores blandos o empotrados y anclajes para los cinturones de hombro exteriores delanteros.
El "coche número 100 millones de GM" fue un Caprice coupé de 1967 de color azul claro metalizado[7], que se ensambló el 21 de abril de 1967 en la planta de Janesville, Wisconsin. En realidad fue el coche número 100 millones de GM construido en Estados Unidos; la producción, incluidas las plantas canadienses, había superado la marca de los 100 millones en marzo de 1966, siendo un Oldsmobile Toronado el coche en cuestión.

### 1968

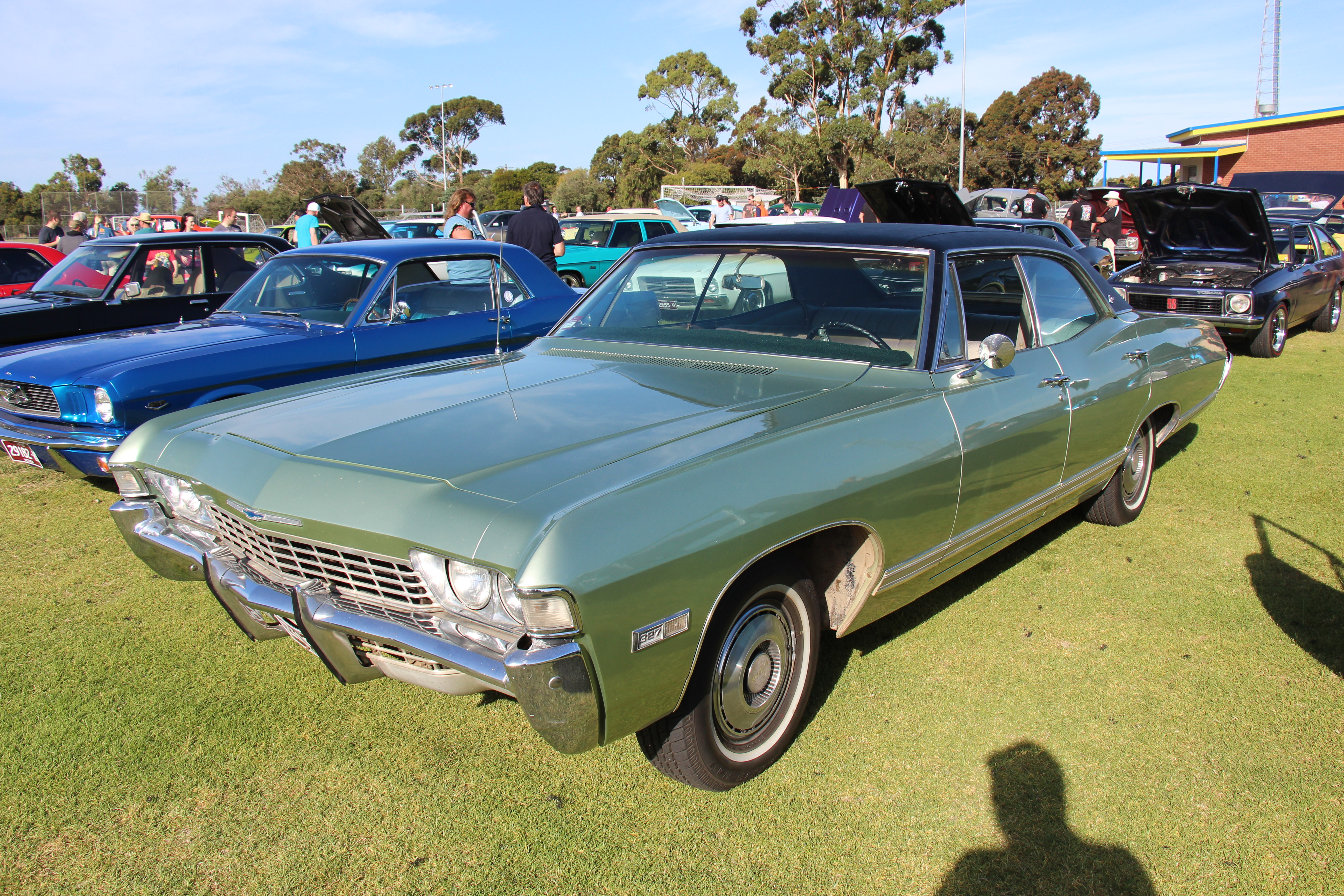
1968 Chevrolet Caprice Sedan

El Caprice de 1968 recibió un pequeño lavado de cara que incluía una nueva parrilla con luces traseras integradas en el parachoques y faros ocultos opcionales. Los cupés Caprice ahora venían de serie con el nuevo sistema de ventilación Astro, que incluía rejillas de ventilación adicionales en el salpicadero y la eliminación de las ventanillas de ventilación. Las luces de posición laterales pasaron a ser de serie en todos los coches de EE. UU. y el Caprice incorporó las luces de posición blancas opcionales en el borde delantero de los guardabarros, además de las luces de estacionamiento de color ámbar que se iluminaban con los faros. Todos los Chevrolet de 1968 llevaban luces de posición laterales delanteras en el guardabarros; los coches con motor opcional se identificaban con su cilindrada en pulgadas cúbicas en la mitad del bisel; la lámpara ocupaba la otra mitad. El sistema de control por fibra óptica volvió a ofrecerse como opción. El Caprice Coupe tuvo una seria competencia cuando Chevrolet ofreció la línea de techo formal del coche también en la serie Impala. El Impala Custom Coupe se convirtió en el modelo más vendido de la línea. El V8 Turbo-Jet L72 427 cu in (7,0 L) de 425 CV (320 kW) regresó a la lista de opciones tras un paréntesis de un año. Un nuevo V8 Turbo Fire de 307 cu pulg (5,0 l) y 200 CV (150 kW) sustituyó al bloque pequeño de 283 cu pulg (4,6 l) y 195 CV (145 kW) como motor de serie. En el interior, el panel de instrumentos se revisó con un retorno al velocímetro de barrido horizontal y un volante de tres radios. El cuadro de instrumentos opcional contaba con un velocímetro estrecho dentro de su hueco y flanqueado por instrumentos de giro del motor en el lugar de las luces de advertencia.

### 1969
El Caprice de 1969 y otros Chevrolet de tamaño completo se rediseñaron con nuevas líneas de carrocería y parachoques delanteros que envolvían la parrilla (de nuevo con faros ocultos opcionales, a los que se podían añadir lavafaros como nueva opción "sólo un año") junto con ventanillas delanteras sin ventilación en todos los modelos. La distancia entre ejes de 119 pulgadas (3.023 mm), la carrocería interior y el bastidor se mantuvieron desde el modelo de 1965. La ranchera pasó a llamarse Kingswood Estate y siguió utilizando el acabado exterior de madera veteada junto con el acabado interior de las berlinas y los cupés Caprice. Los reposacabezas de los asientos delanteros pasaron a formar parte del equipamiento de serie para cumplir las normas federales de seguridad y el interruptor de encendido se trasladó del salpicadero a la columna de dirección, además de bloquear el volante al retirar la llave. Esto formaba parte de un mandato federal para los modelos de 1970, pero se introdujo un año antes en todos los coches de General Motors excepto en el Corvair.
El Caprice de 1969 también ofrecía como equipo opcional una nueva unidad de dirección asistida de relación variable diseñada por GM, junto con una opción rara vez solicitada de "Cadena líquida para neumáticos", que consistía en un botón activado por vacío que rociaba fundente para hielo en los neumáticos traseros (el código de opción UPC es "V75"). El motor de serie se amplió a un 327 cu in (5,4 l) V8 de 235 CV (175 kW) con opciones de motor que incluían un nuevo 350 cu in (5. 7 l) Turbo Fire V8 de 255 o 300 CV (220 kW), un V8 Turbo Jet de 6,5 l (396 cu pulg.) y 198 kW (265 CV), así como un V8 Turbo Jet de 7,0 l (427 cu pulg.) y 335 CV (250 kW) o 390 CV (291 kW). Por primera vez, todos los motores V8 estaban disponibles con la transmisión Turbo Hydramatic de tres velocidades, aunque la Powerglide de dos velocidades seguía ofreciéndose con los 327 y 350 V8.

### 1970

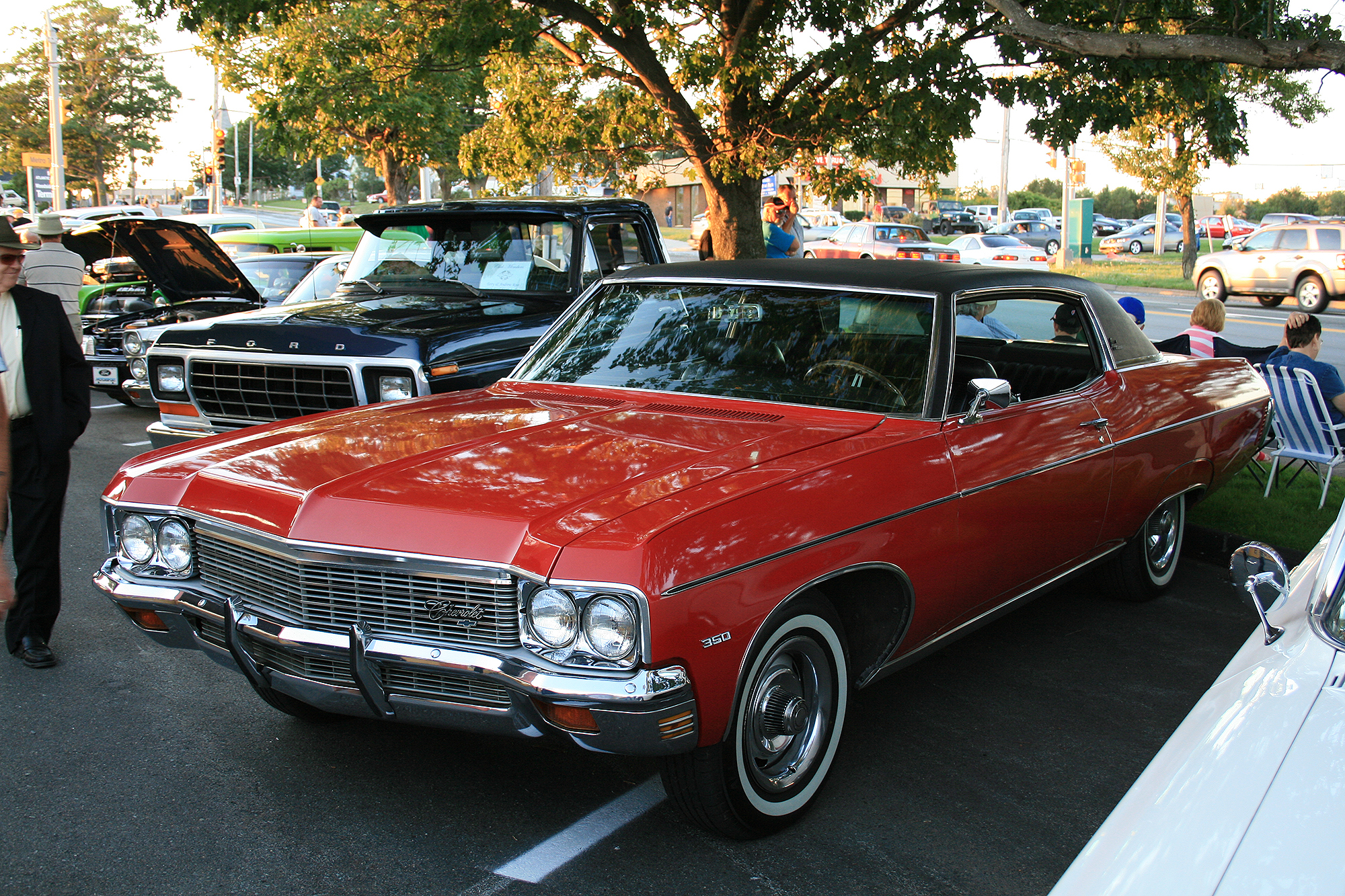
1970 Chevrolet Caprice

El Caprice de 1970 recibió un pequeño lavado de cara con un parachoques más convencional bajo la parrilla que sustituía a la unidad envolvente utilizada en 1969, junto con nuevas luces traseras verticales triples en el parachoques trasero. Los frenos de disco delanteros asistidos y los neumáticos con cinturón de fibra de vidrio sobre llantas de 15 pulgadas (380 mm) se incluyeron en el equipamiento de serie junto con un V8 Turbo Fire de 350 pulgadas cúbicas y 250 CV (186 kW). Los V8 opcionales incluían un 350 de 300 CV (224 kW) y un nuevo V8 Turbo Fire de 400 cu pulg. y 265 CV (198 kW). El motor superior era un nuevo 454 cu in (7,4 L) Turbo Jet V8 que se ofrecía en versiones de 345 CV (257 kW) o 390 CV (291 kW). Los motores Turbo Fire de 250 y 265 CV (198 kW) estaban diseñados para utilizar gasolina normal, mientras que el 350 Turbo Fire de 300 CV (220 kW) y ambos motores 454 Turbo Jet requerían combustible prémium. La transmisión manual de tres velocidades con cambio de columna era equipamiento de serie como en años anteriores, pero la transmisión manual de cuatro velocidades montada en el suelo con cambio Hurst se eliminó de la lista de opciones para 1970, al igual que los asientos de cubo Strato y la consola central que antes se ofrecían en los cupés. Las opciones de transmisión automática incluían la Powerglide de dos velocidades en los 350 V8 y la Turbo Hydra-Matic con todos los motores.

## Segunda generación (1971-1976)

### 1971–1972

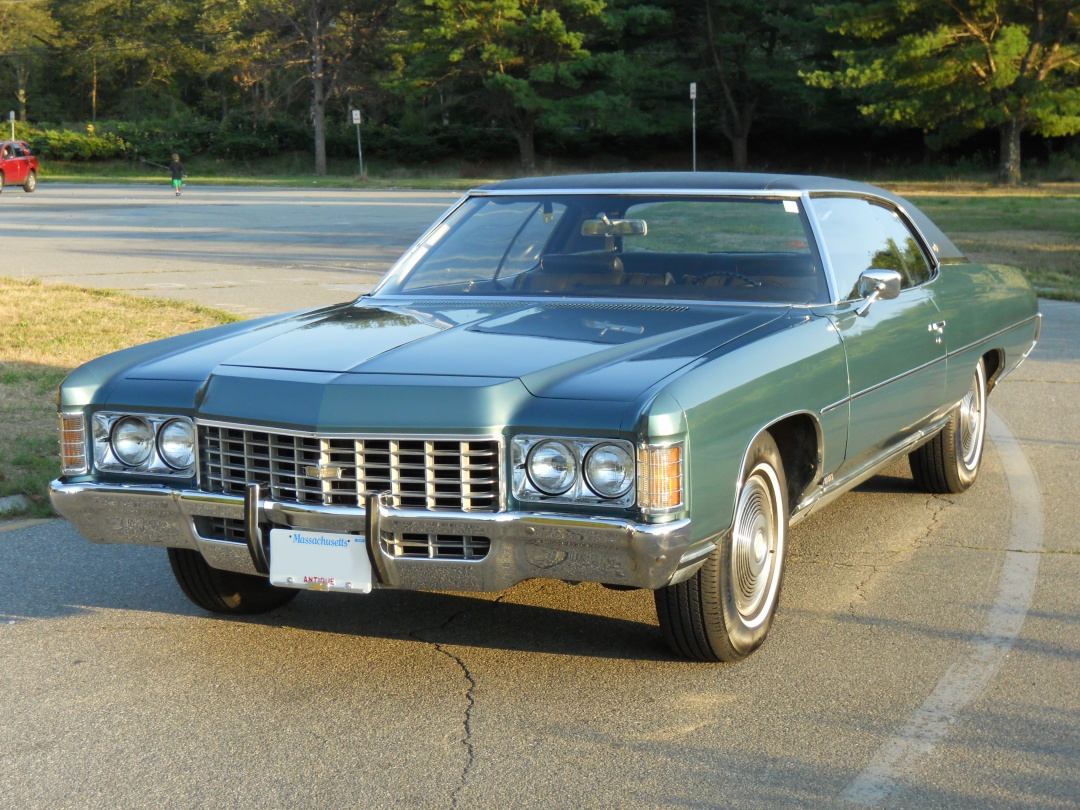
1971 Chevrolet Caprice Coupe

En 1971, el Caprice, el modelo más alto de la gama, se rediseñó por completo con una mayor distancia entre ejes de 3.090 mm (121,5 pulgadas) y un atrevido estilo de fuselaje similar al de Chrysler. Los tiradores exteriores de las puertas y los techos de doble carcasa eran nuevos en el Caprice, características que aparecían por primera vez en el Camaro y el Pontiac Firebird de 1970½. El nuevo estilo se realzaba con una parrilla tipo Cadillac con el emblema "Caprice" en el centro y un embellecedor de metal cepillado alrededor de las luces traseras. El bastidor "Full-Perimeter" y la suspensión totalmente helicoidal se perfeccionaron para mejorar la conducción y reducir el ruido. 
El interior se revisó con un volante acolchado de dos radios y un nuevo panel de instrumentos con velocímetro de barrido horizontal y una ubicación de los instrumentos similar a la de los anteriores Chevrolet de tamaño completo. Los Caprice continuaron con interiores de mayor calidad que sus homólogos Impala, con una lujosa tapicería de tela y vinilo, molduras de madera veteada en el salpicadero, el volante y los paneles de las puertas, así como moqueta en los paneles inferiores de las puertas, tanto en las berlinas como en los cupés. Las berlinas también incorporaban un reposabrazos central en el asiento delantero. 
Los Station Wagon utilizaban ahora una exclusiva distancia entre ejes de 3.200 mm (125 pulgadas) y eran más grandes que nunca. Los Station Wagon siguieron utilizando nombres de modelo exclusivos. El Kingswood Estate wagon se consideraba equivalente al Chevrolet Caprice como modelo de gama alta. A diferencia de los años anteriores, los Station Wagon utilizaban una suspensión trasera única, con un eje macizo con ballestas, en lugar de los muelles helicoidales y los brazos oscilantes de las berlinas y los cupés.
Los Wagon contaban con un diseño tipo "concha de almeja" comercializado con portón trasero Glide-away, también llamado portón trasero "que desaparece" porque, cuando estaba abierto, el portón trasero quedaba completamente oculto. En este modelo, el cristal trasero de accionamiento eléctrico se deslizaba hacia el techo y el portón trasero inferior (con accionamiento manual o eléctrico opcional) descendía completamente por debajo del piso de carga. El portón trasero inferior manual estaba contrapesado por una barra de torsión similar a las barras de torsión utilizadas para mantener abierta la tapa del maletero, lo que requería un empuje de 35 libras para bajar completamente el portón. Levantar el portón manual requería un tirón de 5 lb a través de un asidero integrado en el borde superior del portón retráctil. El accionamiento eléctrico tanto del cristal superior como del portón inferior se convirtió en equipamiento de serie en modelos posteriores. Los Wagon con este diseño contaban con una tercera fila opcional de asientos orientados hacia delante a la que se accedía por las puertas laterales traseras y un asiento plegable en la segunda fila, y podían albergar una lámina de material de construcción de 1,2 m × 2,4 m con los asientos traseros plegados. El diseño en forma de almeja no requería aumentar el espacio ocupado ni la superficie operativa para abrirse, lo que permitía al usuario situarse en la apertura de carga sin el impedimento de una puerta, por ejemplo, en un garaje cerrado.
El Kingswood Estate montaba de serie el motor de dos cilindros y 6,6 litros con las mismas opciones de motor que los cupés y las berlinas. Los modelos Station Wagon sólo disponían de un sistema de escape, lo que significaba una potencia inferior a la de los cupés y las berlinas.
Los frenos de disco delanteros eran equipo de serie, junto con un motor V8 Turbo Fire de 400 pulgadas cúbicas y 255 CV (190 kW) brutos (170 CV (127 kW) netos). Este motor, junto con todas las plantas motrices opcionales, estaba diseñado para funcionar con gasolina normal con o sin plomo de 91 octanos o superior. Para conseguirlo, se redujeron las relaciones de compresión de todos los motores a 8,5:1. General Motors fue el primero de los tres grandes en hacer que todos los motores funcionaran con combustible normal, y estos cambios se hicieron para ayudar a cumplir las cada vez más estrictas normativas sobre emisiones que entrarían en vigor en los años venideros.
Los motores opcionales incluían el Turbo Jet V8 de 300 CV (206 netos) y 402 pulgadas cúbicas (comercializado como "Turbo Jet 400 en los coches de tamaño completo, y como "Turbo Jet 396 en los coches intermedios) y el Turbo Jet V8 454 de 365 CV (272 kW) brutos (285 CV (213 kW) netos) que venía de serie con doble escape. Cuando estaba equipado con escape doble, el 400 Turbo Jet tenía una potencia nominal de 260 CV (194 kW). A principios de año, cuando se introdujo el modelo en otoño de 1970, se montaba de serie una transmisión manual de tres velocidades, aunque a mediados de año, la transmisión Turbo Hydramatic y la dirección asistida de relación variable se convirtieron en equipamiento de serie en todos los modelos Caprice y en los modelos de línea inferior equipados con un motor V8.
Las especificaciones de Chevrolet incluían cifras de potencia "bruta" y "neta" en 1971, un año antes de la transición de toda la industria a las cifras de potencia neta SAE. La potencia neta SAE estandarizaba los valores de potencia de acuerdo con las cifras de la norma SAE J1349 para obtener una cifra de potencia más precisa. La potencia "neta" se medía "tal como estaba instalada" en un vehículo con accesorios que utilizaban potencia y equipos de emisiones instalados, sistemas de escape y filtros de aire, lo que conducía a clasificaciones de potencia más bajas. En 1971, el motor 400 Turbo-Jet tenía una potencia bruta de 300 CV con y sin escape doble, mientras que las cifras netas, más precisas, mostraban una potencia de 206 CV (154 kW) con escape simple y 260 con escape doble. A partir de 1972, los fabricantes de automóviles seguirían la norma SAE J1349 y los valores "netos" de potencia serían los únicos anunciados.

En  de mayo de 1971, la revista Motor Trend publicó una prueba comparativa en carretera que incluía un Caprice Coupé y un Cadillac Sedan de Ville. El Caprice probado estaba equipado con el motor 454 V8 y prácticamente todas las opciones disponibles. Aunque los probadores observaron que el Cadillac tenía un mayor nivel de calidad que el Chevrolet, junto con un interior mucho más lujoso (el DeVille estaba tapizado en cuero, mientras que el Caprice tenía la tapicería de tela estándar), la revista consideró en última instancia que el Chevy era el mejor valor por 5.550 dólares en comparación con el precio de 9.081 dólares del Cadillac, debido principalmente al hecho de que la diferencia de precio de 3.500 dólares compraba sólo una adición de calidad modesta y algunas características más de lujo.

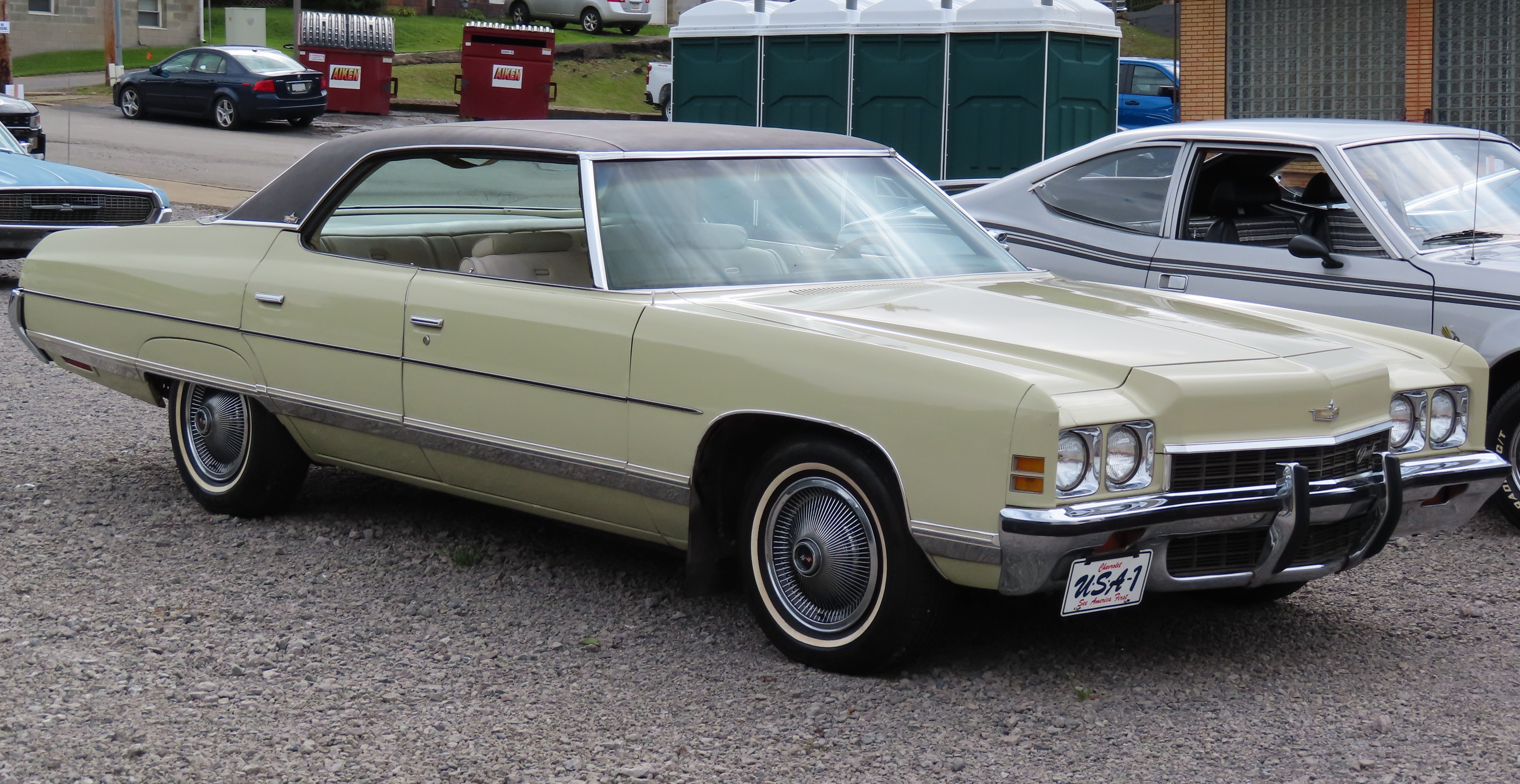
1972 Chevrolet Caprice SS

El Caprice de 1972 recibió un lavado de cara con una parrilla revisada que era más baja en altura que el modelo 71 flanqueado por un nuevo parachoques con mayor protección un año antes del mandato Federal. Esto se hizo mediante un parachoques dentro del diseño del parachoques. Vigas de grueso calibre reforzaban el parachoques y lo unían al bastidor. El parachoques trasero también presentaba este diseño y ahora tenía las luces traseras triples montadas en el parachoques. La oferta de motores se mantuvo a partir de 1971 con el cambio a potencias "netas", incluyendo 170 CV (127 kW) para el motor estándar de dos cilindros y 400 cu in (6,6 l) Turbo Fire V8. 6 l) Turbo Fire V8, 210 CV (157 kW) (240 CV (179 kW) con escape doble opcional) para el Turbo Jet 400 V8 de cuatro cilindros y 270 CV (201 kW) para el Turbo Jet V8 454 cu in (7,4 l) de cuatro cilindros y escape doble (230 CV (172 kW) en los vagones con escape sencillo). La transmisión Turbo Hydramatic, la dirección asistida de desmultiplicación variable y los frenos de disco delanteros asistidos seguían formando parte del equipamiento de serie. Como novedad, el Caprice incluía un sedan de cuatro puertas con columnas.
Todos los modelos incorporaban un sistema revisado de "ventilación Astro" que utilizaba rejillas de ventilación en las ambas de las puertas y sustituía a la problemática versión de 1971, que utilizaba rejillas de ventilación en la tapa del maletero y resultó ser una importante fuente de quejas de los clientes a los concesionarios de Chevy (y otras divisiones de GM). Los asientos eléctricos de 6 posiciones, los reproductores de cintas de 8 pistas y el aire acondicionado eran opcionales.

### 1973–1974
Los modelos Caprice pasaron a llamarse Caprice Classic en 1973. El modelo Kingswood Estate, con molduras laterales simulando madera, pasó a denominarse Caprice Estate. El descapotable se trasladó del Impala al Caprice por primera vez en 1973.

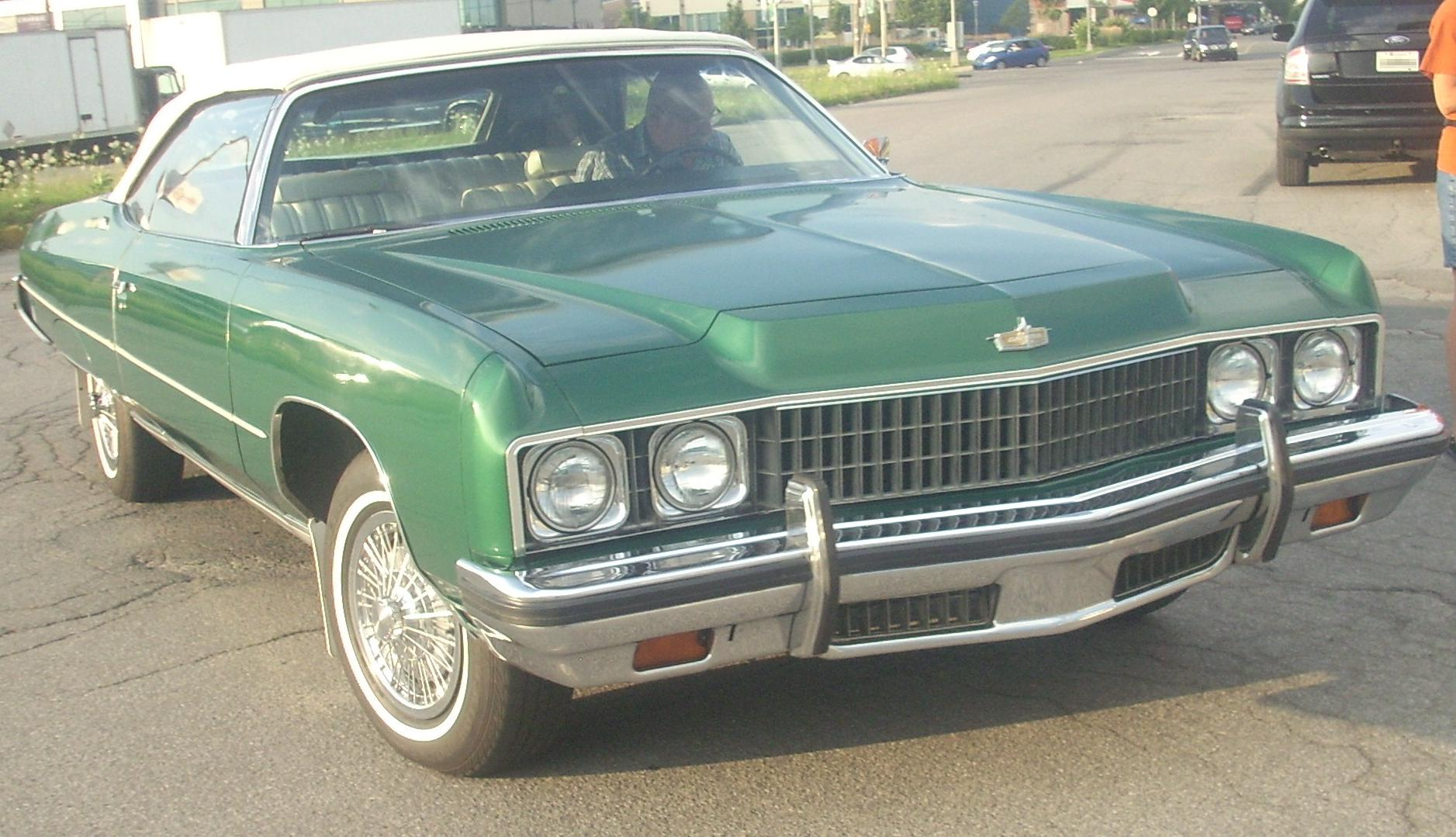
1973 Chevrolet Caprice Convertible

La renovación de 1973 incluyó una nueva parrilla cruzada, un parachoques delantero que absorbía la energía a 8 km/h y luces traseras cuadradas revisadas, de nuevo montadas en el parachoques. Las nuevas normas sobre emisiones añadieron válvulas EGR (recirculación de gases de escape) a los motores (con un nuevo árbol de levas de rodillos) y se redujo la potencia. El Turbo-Fire 400 cu in (6,6 L) de dos cilindros de serie tenía ahora una potencia de 150 CV (112 kW), mientras que el único motor opcional era el Turbo-Jet 454 cu in (7,4 L) V8 de 245 CV (183 kW) con escape doble y 215 CV (160 kW) con escape sencillo utilizado en los station wagon. Una nueva opción en berlinas y cupés era un asiento corrido 50/50 con respaldo reclinable en el lado del acompañante. El panel de instrumentos y el volante se ofrecían ahora en varios colores para armonizar el interior, y el volante incorporaba un nuevo aro de "agarre suave". También se modificó la posición de los asientos delanteros para dar más espacio a las piernas de los conductores más altos, pero las personas de baja estatura encontraban incómoda la posición de conducción.

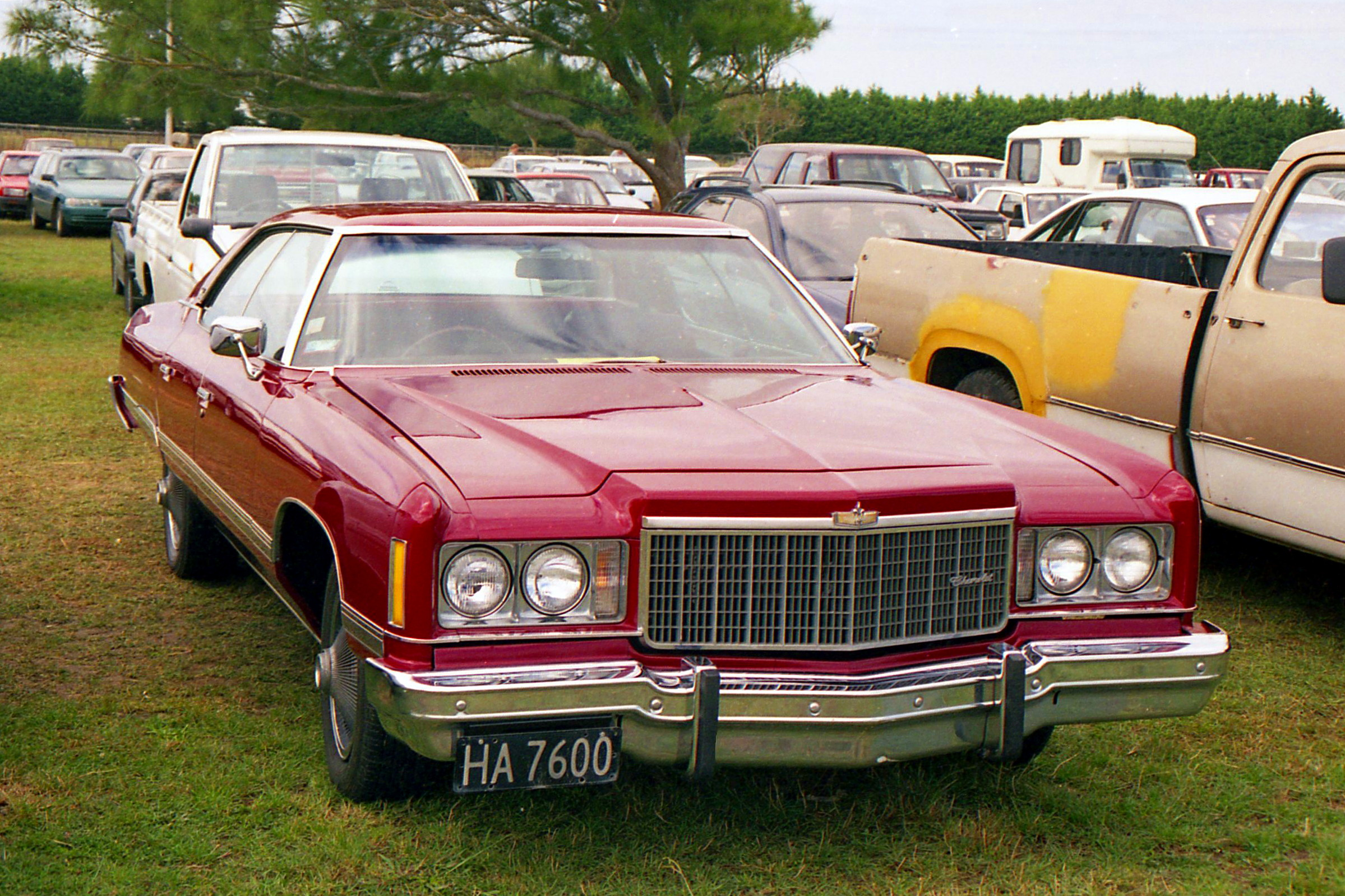
1974 Chevrolet Caprice Sedan

Los modelos de 1974 presentaban una nueva parrilla formal y vertical, mientras que los intermitentes se desplazaron del parachoques y ahora estaban insertados en los faros dobles. Las luces traseras se desplazaron por encima del nuevo parachoques trasero de 8 km/h. Los cupés de dos puertas incorporaban nuevos y gruesos pilares "B" y ventanillas fijas en los cuartos traseros, lo que básicamente eliminaba el diseño de techo duro sin pilares, al igual que habían hecho los intermedios de GM el año anterior. Otras carrocerías, como las berlinas de cuatro puertas con techo rígido y pilares, los descapotables y el familiar, se mantuvieron con ligeros cambios respecto a 1973. El nuevo motor era una versión de cuatro cilindros del bloque pequeño V8 Turbo Fire de 400 pulgadas cúbicas y 180 CV (134 kW) (que era el motor de serie en los wagon y en todos los coches vendidos en California, opcional en otros modelos en 49 estados). Todos los demás motores se mantuvieron desde 1973, aunque el 454 Turbo Jet perdió 10 CV (7,5 kW), ahora con una potencia de 235 CV (175 kW). Otra novedad de 1974 fueron los cinturones de seguridad integrados para la cintura y los hombros y un sistema de "interbloqueo" que obligaba al conductor y a los pasajeros de los asientos delanteros a abrocharse los cinturones para poder arrancar el motor. Este sistema fue tan impopular que el Congreso lo derogó poco después de la introducción de los modelos de 1975. Una nueva opción de este año era un mando a distancia para el espejo retrovisor exterior del lado del pasajero.

### 1975–1976

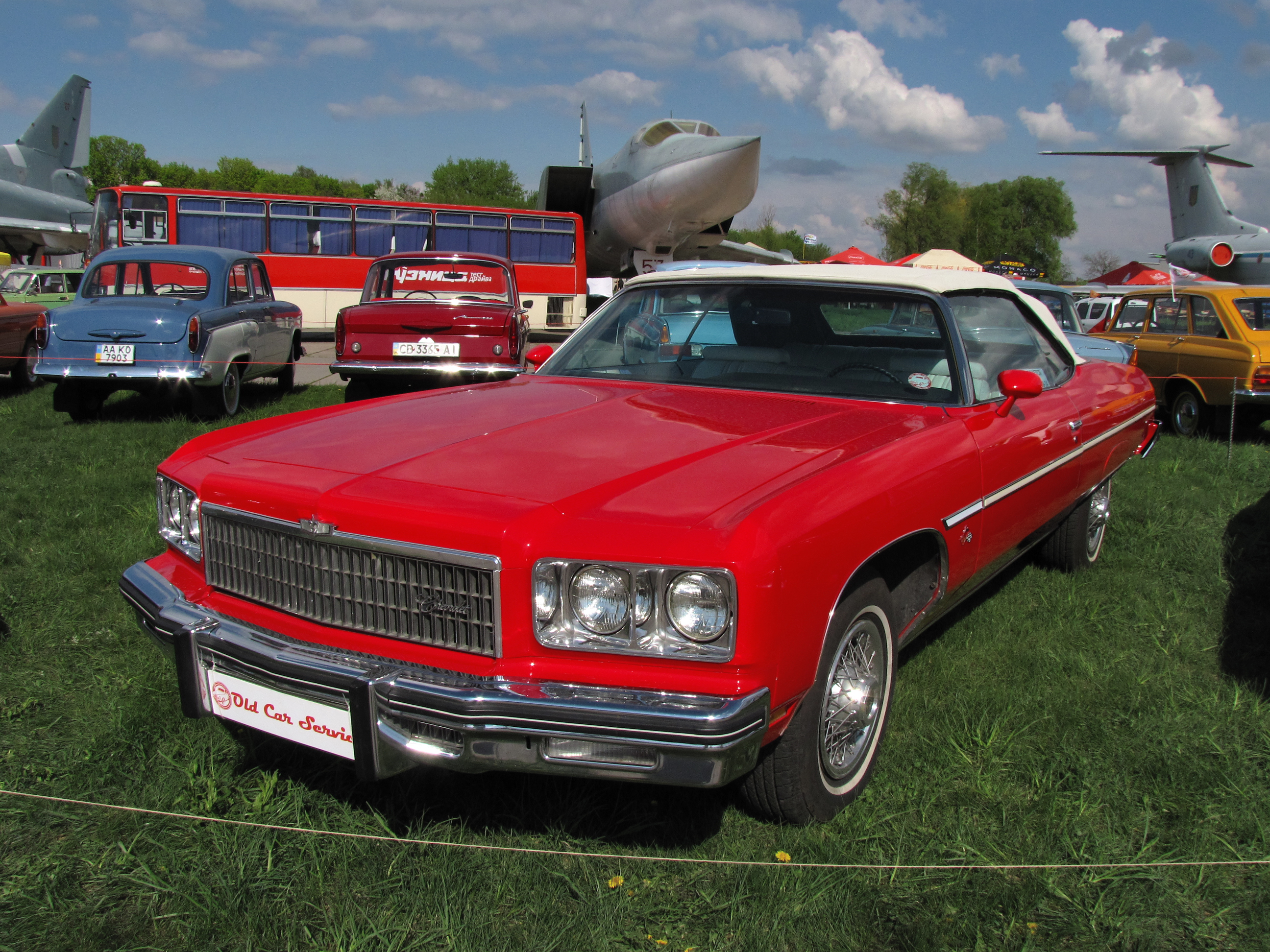
1975 Chevrolet Caprice Classic Convertible

Los modelos de 1975 recibieron un nuevo frontal con faros barridos hacia atrás, parrilla revisada e intermitentes devueltos al parachoques, que también se inclina hacia atrás en ambos extremos. Las nuevas luces traseras envuelven ahora los guardabarros traseros. Los Sedanes Caprice Classic Sport incorporan ahora ventanas tipo ópera en los pilares D. Se revisaron los gráficos del salpicadero, la radio y el climatizador; el velocímetro leía hasta 160 km/h (100 mph) y tenía números más pequeños para los kilómetros por hora. El Caprice descapotable se dejaría de fabricar después del año modelo 1975, junto con sus homólogos de carrocería B de tamaño completo, incluidos el Oldsmobile Delta 88, el Buick Centurion y el Pontiac Grand Ville. Sólo unos 8.350 Caprice Classic descapotables encontraron comprador en 1975.
A medida que el ahorro de combustible se convirtió en una mayor prioridad entre los estadounidenses tras el embargo de petróleo árabe de finales de 1973 y principios de 1974, Chevy hizo que el bloque pequeño V8 350 cu in (5,7 l) de 145 CV (108 kW) con carburador de dos barriles fuera estándar en todos los modelos Caprice excepto en los wagon en 1975. En California, el motor de base era el 350 V8 de 116 kW (155 CV) y no estaba disponible en ningún otro lugar. Los motores opcionales eran el V8 400 cu in (6,6 l) de 175 CV (130 kW) (de serie en los wagon) y el 454 cu in (7,4 l) de 215 CV (160 kW), este último no disponible en California. Todos los motores, salvo el 454, eran de escape único con la introducción del catalizador. Los Station Wagon que utilizaban el 454 también disponían de escape doble. También se introdujeron este año el encendido electrónico "High Energy" de GM y los neumáticos radiales que se anunciaban como parte del "Nuevo Sistema de Eficiencia de Chevrolet". El tema del ahorro continuó con las nuevas opciones de este año: Un nuevo paquete de indicadores "Econominder" incluía un indicador de temperatura y un "economizador de combustible", siendo el segundo un indicador que alertaba a los conductores de cuándo sus hábitos de conducción hacían que el motor consumiera más o menos combustible. Otras novedades en la lista de opciones: limpiaparabrisas intermitentes y asientos 50/50 en los modelos Impala cupé/sedán y Caprice Classic descapotable.
El modelo "Landau" también se introdujo en 1975, y era principalmente un paquete estético. Trasladado sin cambios a 1976, el Landau ofrecía una selección de colores de pintura especiales, espejos retrovisores exteriores de estilo deportivo con doble mando a distancia, tapacubos del mismo color, techo de vinilo tipo landó (con una banda cromada a lo largo del techo), molduras laterales de vinilo y franjas decorativas. En el interior, cinturones de seguridad y alfombrillas del mismo color. Los emblemas de los guardabarros y del salpicadero completaban el conjunto. Con pequeños cambios, el Landau se mantendría en los modelos cupé de 1977.

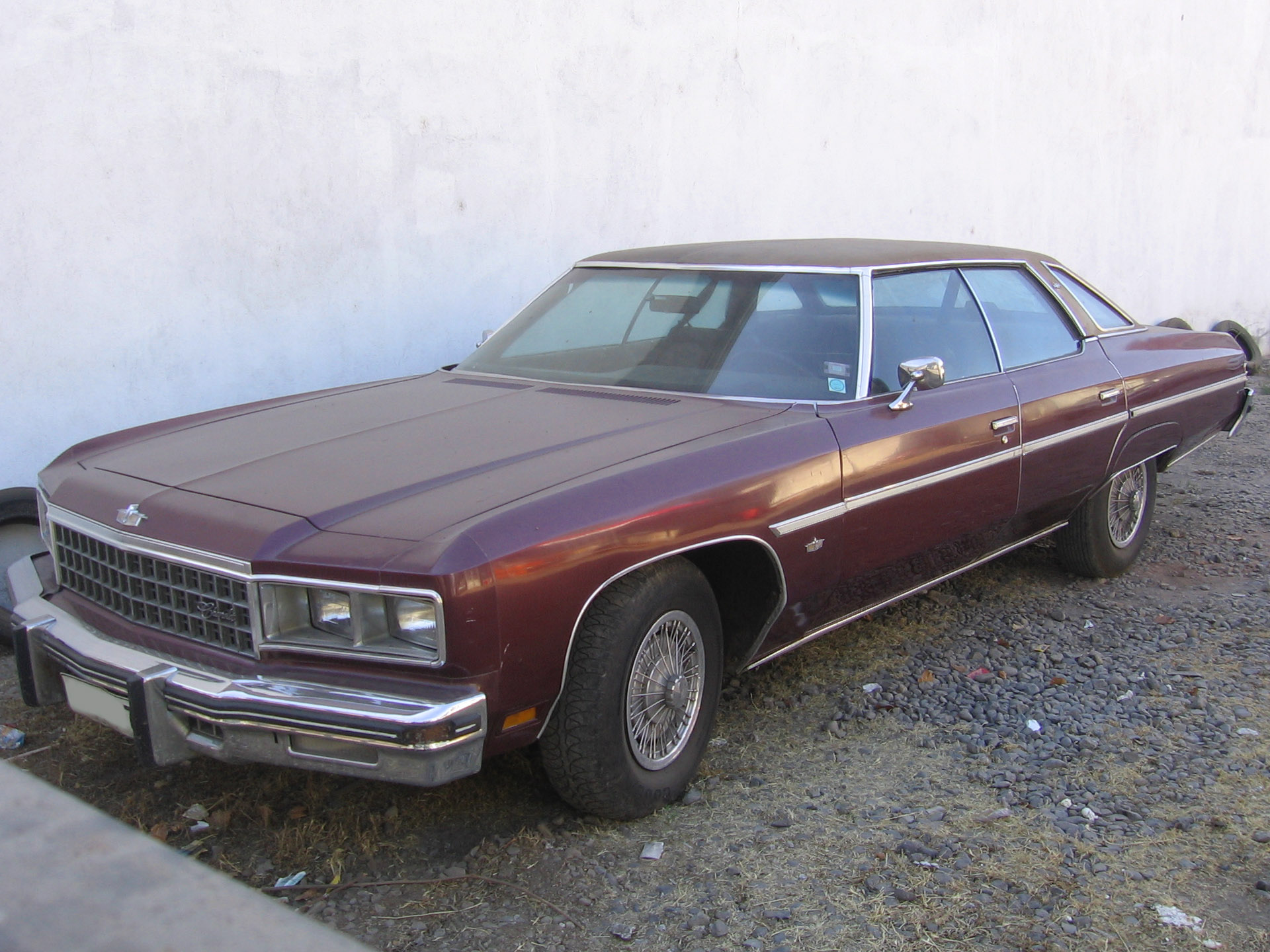
1976 Chevrolet Caprice Sedan

El Caprice Classic de 1976 marcó el sexto y último año de un estilo de carrocería introducido en el modelo de 1971. Los modelos de 1976 pesaban aproximadamente 1.957 kg (4.314 libras) y tenían una longitud de 5.660 mm (222,9 pulgadas), lo que suponía un considerable aumento con respecto a los 1.830 kg (4.040 libras) y 5.510 mm (216,8 pulgadas) de longitud de 1971. En 1976 sólo se introdujeron pequeños cambios, como una parrilla en forma de huevo similar a la del Cadillac Calais/DeVille/Fleetwood de 1976, flanqueada por nuevos faros rectangulares, además de nuevos acabados exteriores e interiores. Las opciones de motor se mantuvieron prácticamente sin cambios, con el 350 de dos cilindros de serie en todas partes excepto en California, donde el 350 de cuatro cilindros era de serie. El único cambio era que el 350 de cuatro cilindros estaba disponible en berlinas y cupés en todo el país, con una potencia de 165 CV (123 kW). El 454 equipado con doble escape aumentaba 10 CV (7,5 kW), alcanzando los 225 CV (168 kW) y seguía sin estar disponible en California. También estaba disponible el 400 V8 de cuatro cilindros y 180 CV (134 kW), de serie en los wagon y opcional en el resto de modelos. Este fue el último año en el que se ofreció el bloque grande 454 V8, junto con las carrocerías de techo duro y el diseño de concha de almeja con portón trasero para la ranchera. El Sport Sedan de 4 puertas y techo duro de 1976 fue el último modelo sin pilares ofrecido por Chevrolet; se ofrecía tanto en la serie Caprice Classic como en la serie Impala. Todos los Caprice posteriores fueron sedanes y cupés con pilares.

## Tercera generación (1977-1990)

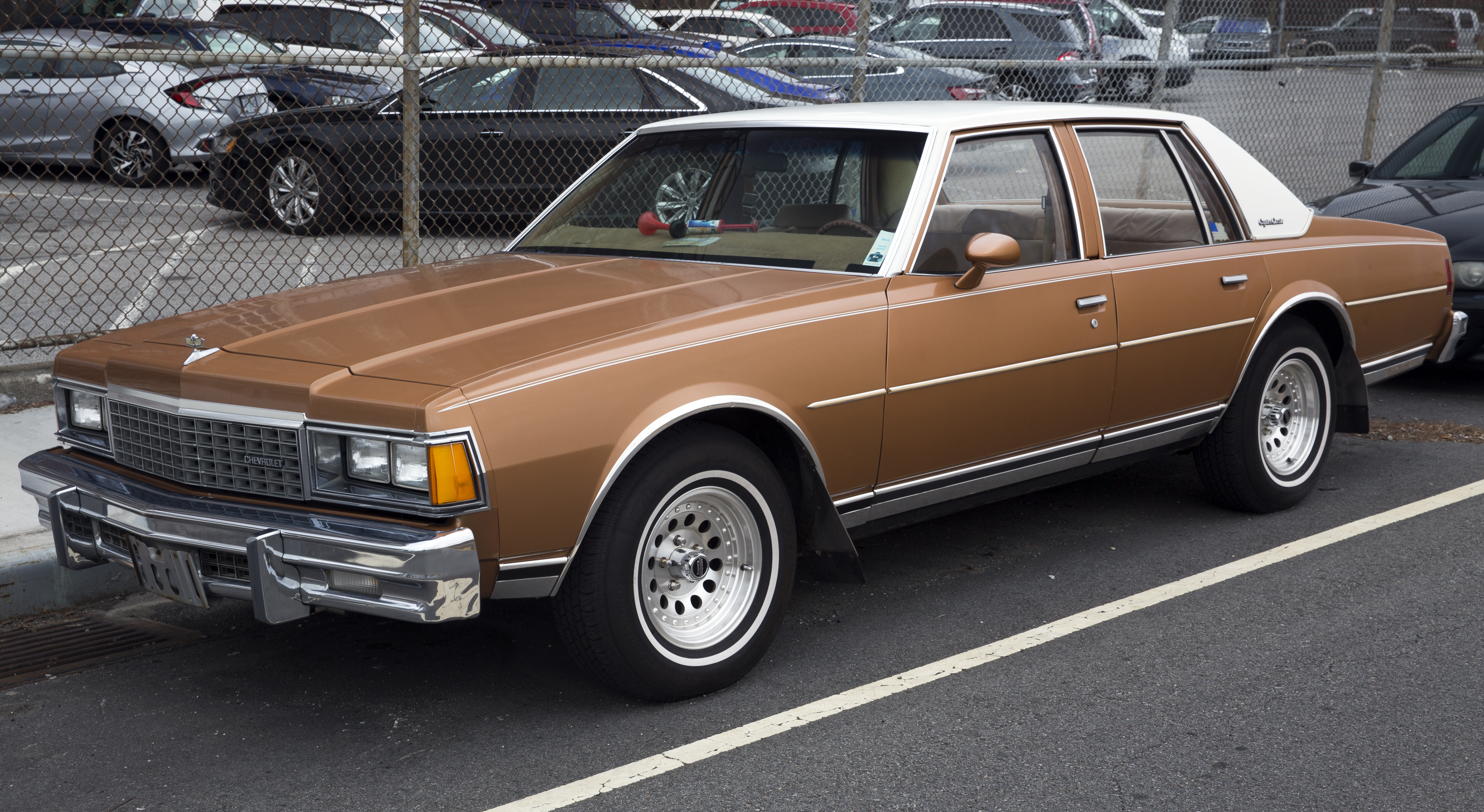
1978 Chevrolet Caprice Classic Sedan

Lanzado a finales de septiembre de 1976, el Caprice Classic de 1977 se redujo drásticamente de tamaño, lo que redujo su peso y dimensiones exteriores, al tiempo que aumentó el espacio para la cabeza, el espacio para las piernas en los asientos traseros y el maletero en comparación con los modelos de 1976. GM llamó a su programa de reducción de tamaño Proyecto 77 e invirtió 600 millones de dólares para desarrollar el Chevrolet de tamaño completo más modificado hasta la fecha.[13] Las reducciones de peso respecto a los modelos de 1976 fueron de 277 kg (611 lb) para los cupés, 289 kg (637 lb) para los sedanes y 395 kg (871 lb) para los wagon. El Caprice cupé y el sedán de 1977 eran 250 mm más cortos, mientras que el familiar era 360 mm más corto. La distancia entre ejes se redujo de 3.090 mm (121,5 pulgadas) en los cupés y berlinas a 2.900 mm (116 pulgadas) y de 3.200 mm (125 pulgadas) en los wagon. La anchura se redujo en 100 mm (4 pulgadas) en las berlinas y los cupés; la anchura del Wagon permaneció prácticamente inalterada. La altura se incrementó en 64 mm y la capacidad del maletero aumentó a 0,59 m3 (20,9 pies cúbicos) en las berlinas y a 0,56 m3 (19,8 pies cúbicos) en los cupés.
Aunque para los estándares modernos, los Chevrolet reducidos de 1977 son bastante grandes, el nuevo Chevrolet tenía unas dimensiones exteriores más cercanas a los intermedios de su época. El Caprice de 1977 compartía la misma distancia entre ejes de 116 pulgadas (2.900 mm) que el Chevrolet Chevelle de tamaño intermedio; 1977 también fue el primer año de la historia en que un coche de tamaño intermedio, el Monte Carlo, era más grande que un coche de tamaño completo; esto lo repetirían GM y Chrysler en varios vehículos en los años 80, y Nissan a principios de la década de 2000, cuando el Nissan Altima de tercera generación era más grande que el Nissan Maxima de quinta generación. La introducción de un coche de tamaño reducido se consideró todo un riesgo para General Motors. Para garantizar el éxito del coche, Chevrolet organizó seminarios previos que arrojaron resultados muy positivos. Además, se revolucionó el proceso de diseño de este coche.
En 1978, Ford lanzó un verdadero coche de tamaño reducido con la introducción del Ford LTD de 1979. Chrysler respondió en 1978 cuando rediseñó sus coches intermedios de carrocería B y los denominó carrocerías R de tamaño completo. Sin embargo, no se trataba de verdaderos coches de tamaño reducido como los que introdujeron GM y Ford. Los modelos de 1977 incluían un sedán de cuatro puertas, un sedán de dos puertas, una ranchera de dos plazas para seis pasajeros y una ranchera de tres plazas para ocho pasajeros. Todos los modelos tenían puertas con ventanas. No se ofrecían modelos con techo duro.

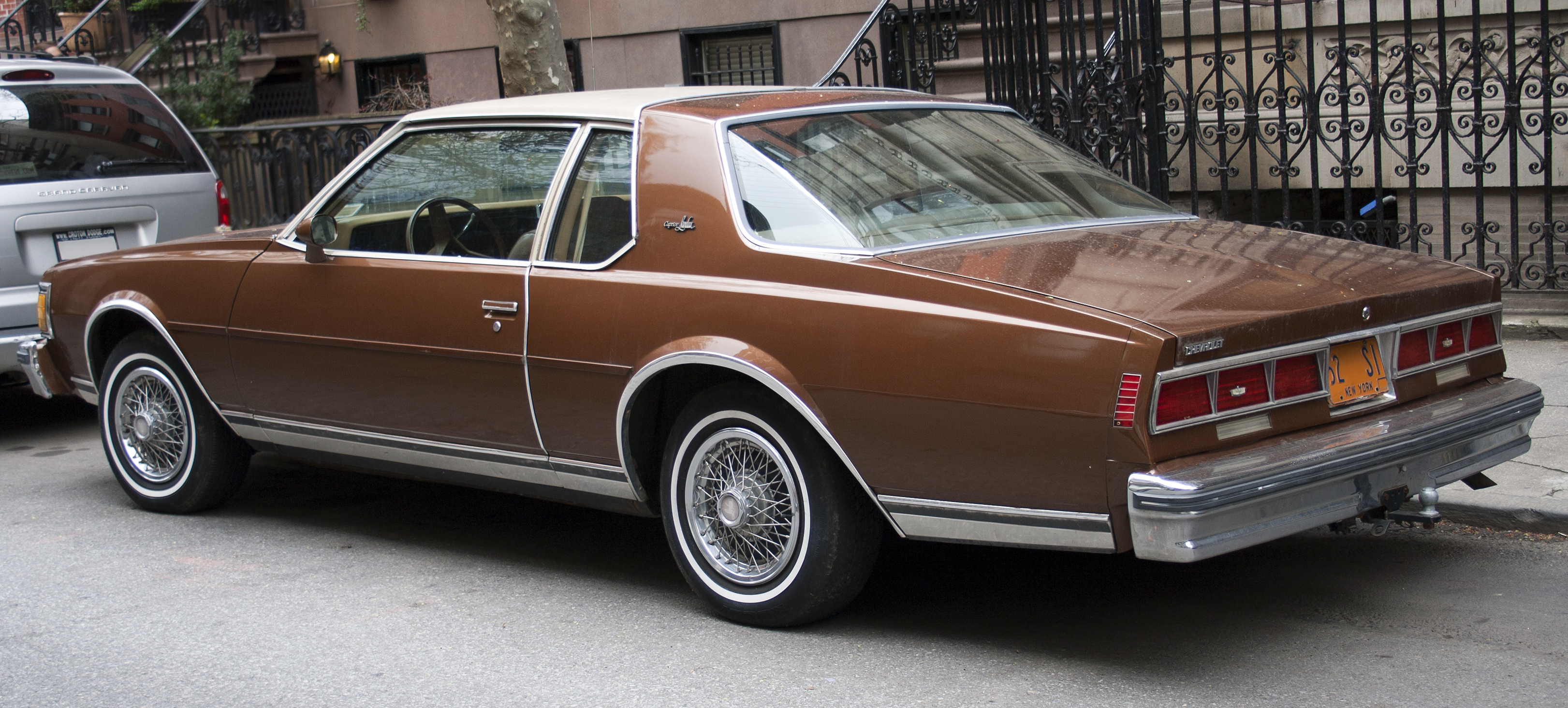
1979 Chevrolet Caprice Landau

Los modelos de dos puertas presentaban una luna trasera única que creaba un semi-fastback. Este cristal tenía esquinas afiladas que le daban tres lados. El Caprice estaba disponible como "Sport Coupe" o como "Landau Coupe". El Landau Coupe tenía un techo de vinilo parcialmente cubierto.
Los modelos Station Wagon recibieron un nuevo portón trasero de tres vías en 1977; el portón trasero tipo almeja desapareció. Los modelos de tres asientos incorporaban un tercer asiento orientado hacia atrás para dos ocupantes, lo que convertía a estos coches en modelos para ocho pasajeros. La capacidad de carga se redujo a 2.500 litros (87 pies cúbicos) y, aunque el Station Wagon todavía podía transportar una plancha de madera contrachapada de 1,2 m × 2,4 m, ahora sólo podía hacerse con el portón trasero bajado. Los station wagon utilizan la suspensión de muelles helicoidales en la parte trasera, como en las berlinas y los cupés.
El interruptor de regulación de los faros también se retiró del suelo y se incorporó a la palanca de los intermitentes en todos los modelos de 1977. Todos los modelos de 1977 se denominaron Caprice Classics. El motor V8 dejó de ser equipamiento de serie por primera vez desde 1965. El motor base para los cupés y berlinas Chevrolet Caprice de 1977 era el ya veterano 250 cu in (4,1 L) de seis cilindros y 110 CV (82 kW). Este motor estuvo disponible por última vez en un Chevy de tamaño completo en 1973 en la línea inferior del Bel Air. De serie en los station wagon y opcional en otros modelos Caprice era una versión de 5,0 l (305 cu in) de dos cilindros y 145 CV (108 kW) del V8 de bloque pequeño de Chevy. Este fue el primer modelo del año en que el 305 cu in se utilizó en un Chevrolet de tamaño completo; se introdujo por primera vez en 1976 en las líneas compactas y medianas de Chevrolet. El V8 350 cu in (5,7 l) de 170 CV (127 kW) con carburador de cuatro barriles era ahora el motor de mayor cilindrada, ya que los V8 400 cu in (6,6 l) y 454 cu in (7,4 l) habían sido descatalogados. Todos los modelos llevaban de serie la transmisión automática Turbo Hydra-Matic de tres velocidades.
Con los nuevos motores más ligeros y pequeños, Chevrolet prometió aumentar el ahorro de combustible sin grandes pérdidas de prestaciones en comparación con los modelos de 1976. Las estimaciones de la EPA para 1977 Chevrolet fue de 17 millas por galón EE. UU. (14 L/100 km; 20 mpg-imp) ciudad y 22 millas por galón EE. UU. (11 L/100 km; 26 mpg-imp) carretera para los modelos de seis cilindros. El LTD de Ford de 1977 tenía un consumo de 16 l/100 km en ciudad y de 12 l/100 km en carretera con su motor más pequeño, el V8 de 4,9 l de cilindrada. Según las mismas estimaciones de la EPA, el Gran Fury de Plymouth rendía 13 MPG en ciudad y 18 MPG en carretera con el 318 V8. Las prestaciones eran buenas si se comparaba el Caprice de 1977 con el Caprice de 1976. Un Chevrolet 1976 350 dos-bbl corrió 0-60 mph en 12,9 segundos, mientras que un modelo de 400 de potencia corrió 10,7 segundos. Los modelos de 1977 alcanzaban los 97 km/h en 11,4 segundos con el motor 305 y los 10,8 segundos con el 350. Car and Driver probó un Chevrolet Impala de 1977 con el motor 350 y un eje de 3,08:1 con un tiempo de 0 a 100 km/h de 9,6 segundos y una velocidad máxima de 117 mph (188 km/h). El 350 estaba disponible con una relación de eje de 2,56:1 y una relación de eje de 3,08, lo que puede explicar la diferencia en los tiempos de rendimiento.
Los modelos de 1977 se convirtieron en el coche número uno en ventas en Estados Unidos. (En 1976, la generación anterior de Chevrolet de tamaño completo fue la tercera más vendida). En 1977 se fabricaron más de 660.000 Chevrolet de tamaño normal, siendo el modelo más popular el Caprice Classic sedán de cuatro puertas (212.840 unidades). En 1978 se habían fabricado más de un millón de Chevrolets de tamaño reducido. Las publicaciones de automóviles coincidieron con la acogida del público, y Motor Trend concedió al Chevrolet Caprice 1977 el premio al Coche del Año.

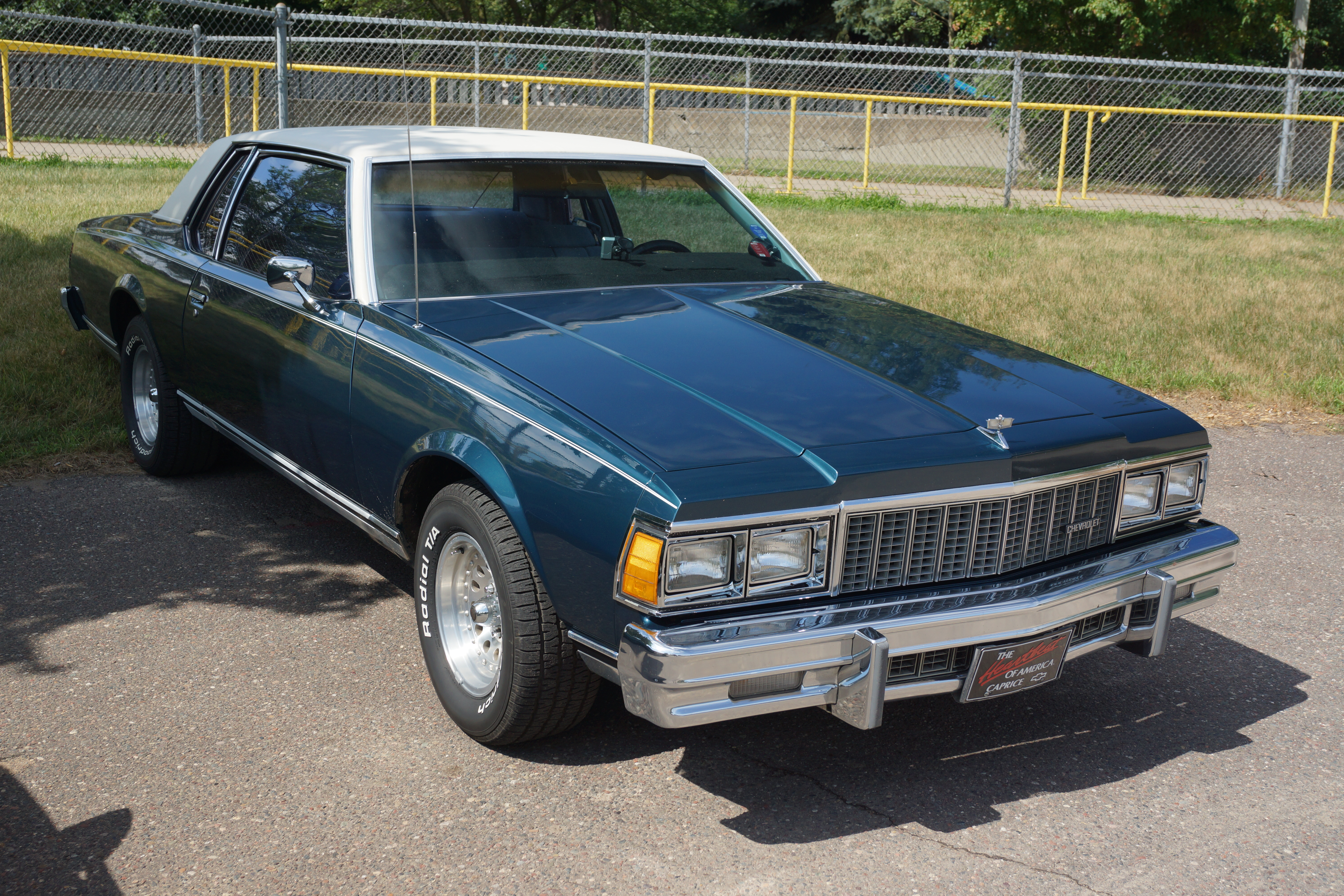
1979 Chevrolet Caprice Classic Coupe

Car and Driver declaró: "Incluso los críticos de coches más hastiados están de hecho tropezando unos con otros tratando de ser los primeros en ungir a este sedán como el mejor Chevrolet de tamaño completo jamás fabricado". Los modelos de 1978 tuvieron revisiones menores de estilo delantero y trasero. La gama de motores se mantuvo sin cambios, pero se utilizaron relaciones de ejes numéricamente más bajas en un intento de aumentar el ahorro de combustible. Los motores 305 y 350 pasaron de un eje estándar de 2,56:1 en 1977 (2,73:1 para los vagones) a un eje de 2,41:1 en 1978 (2,56:1 para los vagones). También estaba disponible un eje opcional de 3,08 para los Caprice con motor 350. El motor 305 V8 recibió un colector de admisión de aluminio que redujo el peso del motor en 35 libras. También se añadió un servofreno más grande para ayudar a reducir el esfuerzo de frenado.  Entre las nuevas opciones se incluía un techo corredizo de acero y una radio CB de 40 canales integrada en la radio AM/FM.
Los modelos de 1979 continuaron con pequeñas mejoras. De nuevo, el estilo delantero y trasero se renovó ligeramente. El 250 de seis cilindros ganó cinco CV, mientras que el 305 V8 perdió 15 CV (11 kW). El cambio en el 305 se debió al cambio del carburador Rochester 2GC, más grande, al carburador Rochester Dualjet, más pequeño. El motor 350 no sufrió cambios.

### 1980-1985

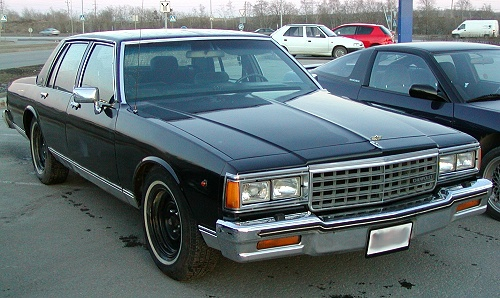
1985 Chevrolet Caprice Classic Sedan

El Caprice Classic de 1980 fue objeto de su primera gran revisión desde la reducción de tamaño de 1977. Para mejorar aún más el ahorro de combustible del coche, se hicieron esfuerzos para reducir el peso y mejorar la aerodinámica. El Caprice recibió una nueva chapa exterior, sin cambiar drásticamente el aspecto del coche. Para mejorar la aerodinámica, el capó se redujo, mientras que la zona del maletero se elevó. La parrilla era ahora de estilo caja de huevos, mientras que el panel de luces traseras presentaba tres luces cuadradas separadas por lado. Todas las puertas y sus componentes se rediseñaron para ser más ligeros, incluidos los mecanismos de las manivelas de las ventanillas, que ahora utilizaban un mecanismo de cinta. El mayor uso de aluminio, incluido el refuerzo del parachoques y los radiadores del sedán/cupé, contribuyó a reducir aún más el peso total del vehículo. Los modelos de 1980 pesaban aproximadamente 45 kg menos que los de 1979.
El nuevo diseño aumentó la capacidad del maletero de los cupés y las berlinas a 0,59 m3 (20,9 pies cúbicos). Este aumento también se consiguió parcialmente con una rueda de repuesto compacta ahora estándar en una rueda de 16 pulgadas (410 mm). Un nuevo gato elevador sustituyó al modelo montado en el parachoques. Los sedanes y cupés incorporaban de serie un depósito de combustible de 95 l (25 galones EE. UU.). Los neumáticos radiales de fácil desplazamiento, las medidas anticorrosión mejoradas, las rótulas de baja fricción y los casquillos de suspensión delantera más grandes también fueron novedades en 1980. Los neumáticos antipinchazos y las luces de giro eran nuevas opciones.
El motor de seis cilindros de 250 cu pulg (4,1 l) fue sustituido por un nuevo motor Chevrolet V6 de 3,8 l (229 cu pulg) y 90 grados como motor de base para berlinas y cupés. Este motor compartía el mismo diámetro y carrera que el V8 de 305 cc. Los vehículos con emisiones de California utilizaban el motor V6 de 3,8 L (231 cu pulg.) de Buick. El 3.8 L de Chevrolet tenía una potencia nominal de 115 CV (86 kW), mientras que el motor V6 de Buick tenía una potencia nominal de 110 CV (82 kW). Aunque el 3.8 L V6 tenía la misma potencia que el 250 de seis cilindros utilizado en 1979, el 250 tenía 34 Nm más de par que el 3.8 L (200 lb-pie frente a 175 lb-pie). El motor V6 de 3,8 litros aumentó el consumo de combustible del Chevrolet Caprice a un estimado por la EPA de 20 millas por galón EE. UU. (12 L/100 km; 24 mpg-imp) en ciudad y 29 millas por galón EE. UU. (8,1 L/100 km; 35 mpg-imp) en carretera, el más alto de un Chevrolet de tamaño completo había sido calificado hasta la fecha.
El motor V8 básico era nuevo en 1980. El V8 de 4,4 litros y 267 pulgadas cúbicas rendía 115 CV (86 kW) y era el motor de serie para los station wagon. Este motor tenía un carburador Rochester Dualjet y no estaba disponible en California. El carburador de dos cilindros del V8 de 305 cu pulg (5,0 l) se sustituyó por uno de cuatro cilindros, lo que aumentó la potencia del 305 a 116 kW (155 CV). Esta era ahora la opción de motor más potente (de serie en los station wagon de California), ya que el V8 de 350 cu in (5,7 L) ya no estaba disponible salvo como parte de la opción de paquete policial. El 350 cu in diésel V8 fabricado por Oldsmobile se añadió a la lista de opciones para los station wagon. Este motor tenía una potencia nominal de 78 kW (105 CV) y 278 N⋅m (205 lb⋅ft). Para aumentar aún más el ahorro de combustible, todas las transmisiones estaban equipadas con un embrague de convertidor de par de bloqueo controlado electrónicamente.
Los modelos de 1982 sólo experimentaron ligeras modificaciones de estilo. La gama de modelos se redujo en uno, suprimiéndose el Caprice Landau cupé. Quedaron el sedán, el cupé deportivo, el wagon para seis pasajeros y el wagon para ocho pasajeros. Una nueva transmisión automática de cuatro velocidades con convertidor de par de bloqueo se incorporó a la gama. Esta transmisión ayudó a aumentar el ahorro de combustible en carretera, al tiempo que mejoraba el rendimiento en ciudad con una relación de 3,08:1 en el eje trasero. La transmisión con sobremarcha sólo estaba disponible con el V8 de 305 cc y era una opción obligatoria para este motor.
La gama de motores y las potencias se mantuvieron sin cambios. El motor V8 diésel de 350 pulgadas cúbicas estaba ahora disponible en todos los modelos.

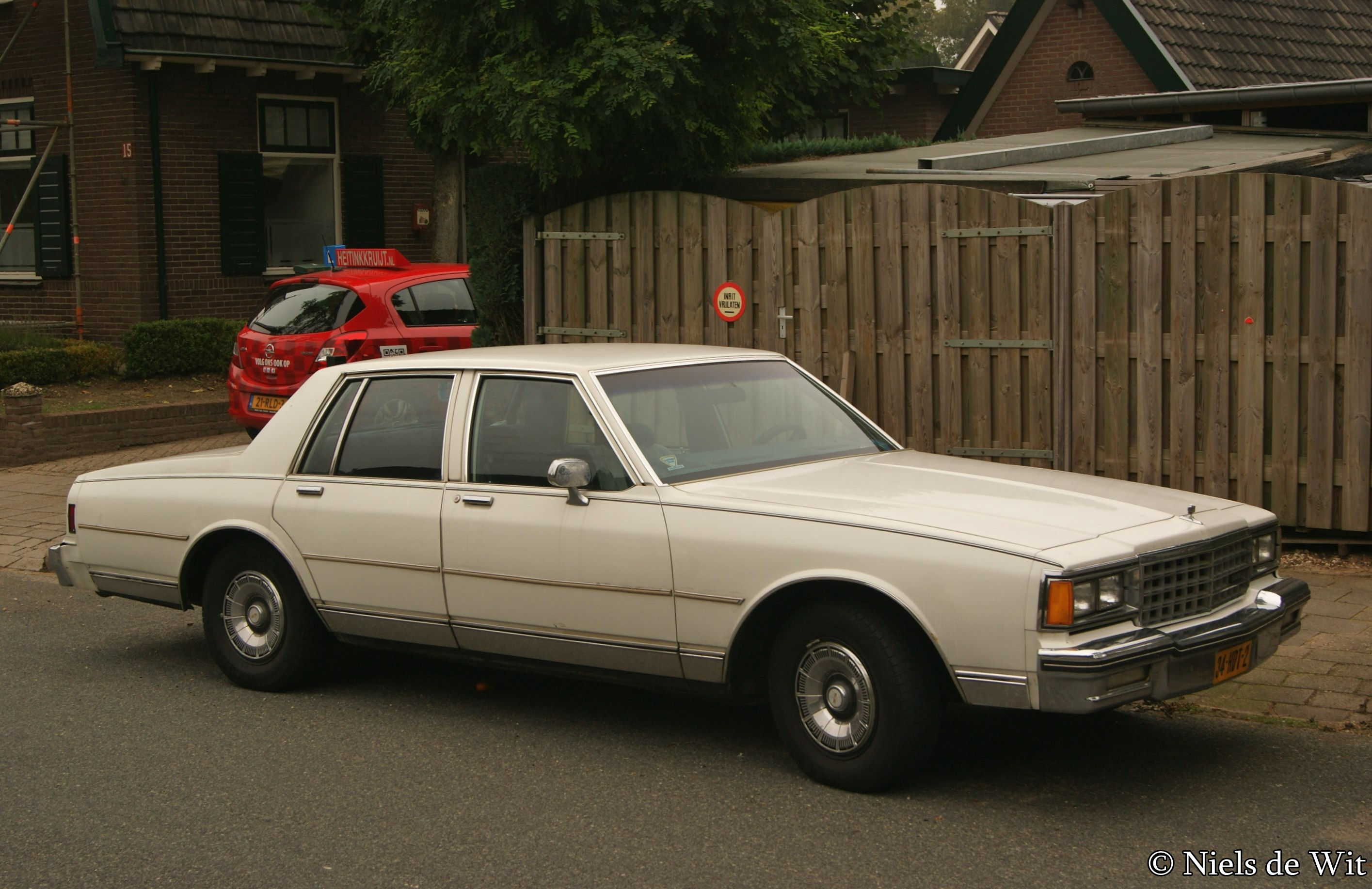
1984 Chevrolet Caprice Classic Sedan

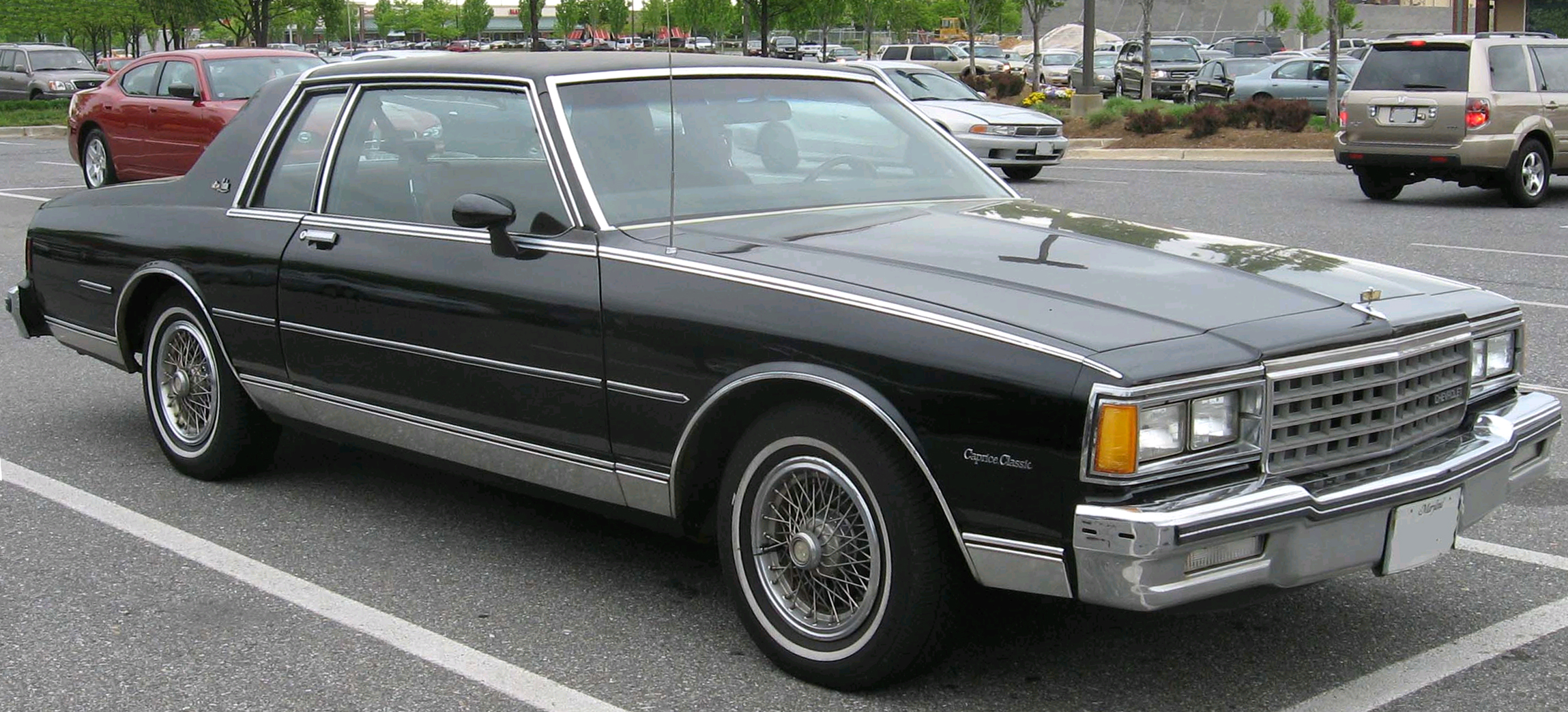
1984 Chevrolet Caprice Classic Coupe

1983 fue el año con menos modelos hasta la fecha. No se fabricaron modelos de dos puertas, quedando sólo el de cuatro puertas y el familiar para ocho pasajeros, ya que el familiar para seis pasajeros también abandonó la gama. Se suprimió el motor de 4,4 L y 267 cu pulg., pero el resto de motores se mantuvieron sin cambios. El motor de 305 cc y la transmisión automática con sobremarcha eran de serie en los station wagon. El 350 cu in diésel estaba disponible con la transmisión automática con sobremarcha a un coste adicional, mientras que el 305 cu in V8 sólo venía equipado con la transmisión automática con sobremarcha. El Chevrolet Caprice Classic de 1983 fue seleccionado en la lista de los Diez Mejores de Car and Driver.
El modelo del año 1984 vio el regreso del cupé deportivo de dos puertas haciendo una línea de tres modelos. El estilo se mantuvo sin cambios. Los modelos de 1984 eran prácticamente idénticos a los de 1981. Los mandos del limpiaparabrisas se trasladaron del salpicadero a la palanca de los intermitentes para crear la palanca múltiple. El control de crucero opcional (que seguía montado en la palanca de los intermitentes) ahora ofrecía aceleración/desaceleración en incrementos de 1 mph (1,6 km/h). El paquete Landau opcional incluía un techo de vinilo, retrovisores deportivos y molduras.
La disponibilidad y la potencia de los motores no variaron en 1984. El motor diésel de 350 cu pulg. venía de serie con una transmisión automática con sobremarcha cuando se equipaba en camionetas.
En 1983 se presentó en Canadá un clon del Caprice, el Pontiac Parisienne. Aunque este coche llevaba emblemas Pontiac y molduras similares a las del Bonneville anterior a 1982, era un Caprice en todos los demás aspectos. Los concesionarios Pontiac volvieron a disponer de un coche de tamaño completo y a los compradores no pareció importarles que el coche fuera prácticamente igual que el Caprice contemporáneo. Se vendió lo suficientemente bien como para seguir estando disponible hasta 1986 para el sedán y hasta 1989 para la ranchera Safari.

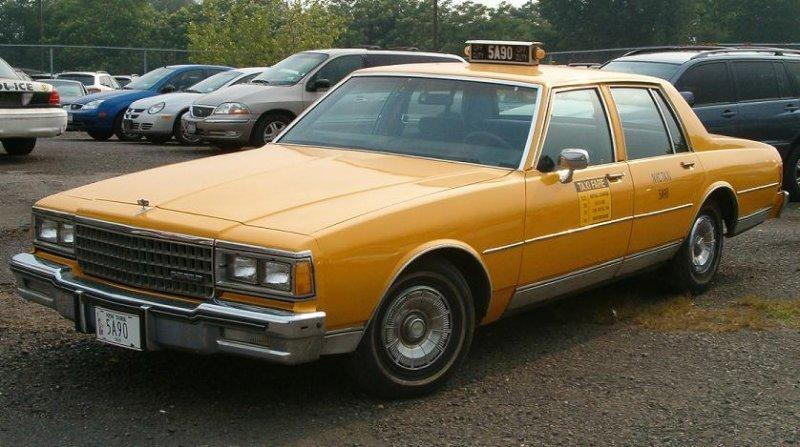
Chevrolet Caprice Taxi Nyc

Los modelos de 1985 recibieron actualizaciones menores, mientras que el estilo se mantuvo sin cambios. El interior se renovó en 1985, la actualización más importante desde 1977. El aplique de imitación de madera utilizado en el salpicadero se sustituyó por un aplique metálico plateado simulado. La radio de tipo árbol se sustituyó por una más moderna de tipo DIN y medio, mientras que el interruptor de los faros extraíble se sustituyó por otro de tipo pulsador. Los mandos del climatizador se actualizaron con interruptores giratorios para el ventilador y el desempañador de la luneta trasera que sustituyeron a los interruptores de palanca. Los instrumentos se actualizaron para tener un aspecto más moderno, con un velocímetro horizontal, mientras que el velocímetro redondo se incluyó con el paquete de indicadores opcionales.
La gama de motores experimentó importantes cambios en 1985. El motor V6 de 4,3 L (262 cc) con inyección de combustible por mariposa (RPO LB4) sustituyó a los dos V6 de 3,8 L en 1985 como motor de base para berlinas y cupés. El motor de 4,3 litros tenía una potencia nominal de 97 kW (130 CV) y 285 Nm (210 lb⋅ft), es decir, producía 15 kW (20 CV) más que el V6 de 229 cc. El V6 de 4,3 litros compartía el diámetro y la carrera con el V8 de 350 cc de Chevrolet. Este motor venía de serie con un cambio automático de tres velocidades, pero estaba disponible con la transmisión automática de cuatro velocidades con sobremarcha. El motor V8 de 5,0 l y 305 cu. recibió un control electrónico de la chispa y la compresión se aumentó de 8,6:1 a 9,5:1. Esto provocó que la potencia del 305 fuera mayor que la del V8. Esto hizo que la potencia del 305 aumentara a 165 CV (123 kW). El motor diésel de 350 cu pulg. se mantuvo sin cambios, ya que se suprimió en enero.

### 1986–1990

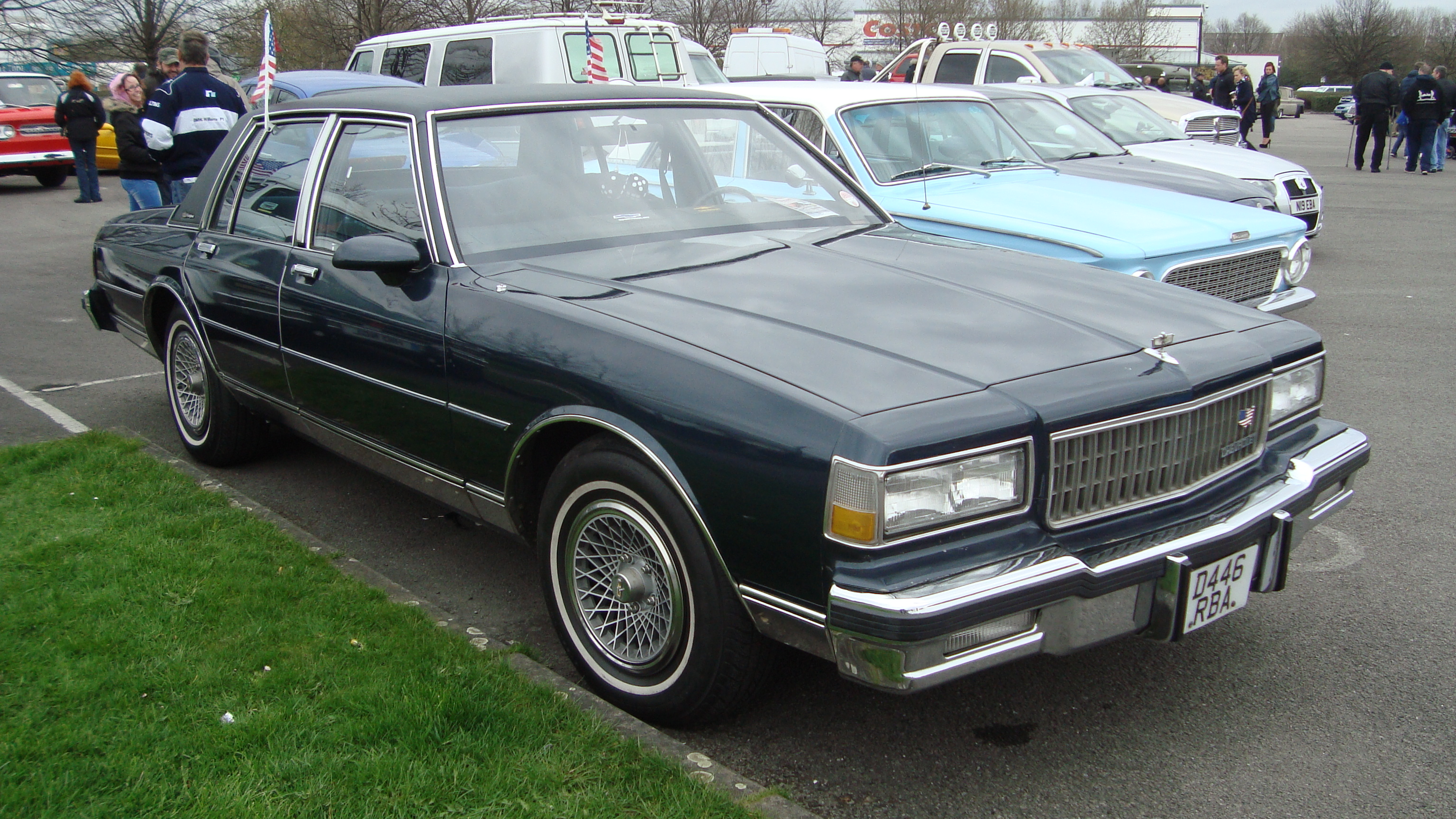
1987 Chevrolet Caprice Classic

En 1986 se produjo la primera remodelación exterior importante desde 1980. De 1986 a 1990, el Caprice fue la única berlina montada en la plataforma B; el resto de berlinas se habían dejado de fabricar o se habían trasladado a la plataforma H, más pequeña y con tracción delantera. El salpicadero delantero se rediseñó para darle un aspecto más aerodinámico: el emblema del Caprice ya no era un adorno en el capó, sino un emblema situado en la zona vertical directamente encima de la parrilla, en el centro del salpicadero delantero. Una parrilla más pequeña con prominentes barras divisorias verticales cromadas sustituyó a la anterior parrilla en forma de huevo. El frontal rediseñado seguía teniendo dos faros rectangulares sellados uno al lado del otro, como se había utilizado en el Caprice desde 1976; los pilotos traseros se rediseñaron, pero seguían teniendo tres cámaras, otro rasgo de estilo del Caprice desde hacía mucho tiempo. Se utilizaron nuevos retrovisores laterales aerodinámicos. Por lo demás, la chapa del coche se mantuvo sin cambios.
El antiguo Impala se renombró como "Caprice" (sin el apéndice "Classic"), unificando todos los Chevrolet de tamaño completo bajo un único nombre de modelo por primera vez desde principios de la década de 1930. El Caprice Classic seguía estando disponible en versión sedán de cuatro puertas, cupé y familiar para ocho pasajeros, mientras que el nuevo sedán Brougham de cuatro puertas se unía a la gama de modelos. Los modelos Brougham incorporaban un asiento delantero 55/45 con reposabrazos y un nuevo "diseño de almohada" con tejidos de terciopelo. Los Brougham incorporaban aplicaciones de madera veteada en el salpicadero, una luz de mapa en la cúpula, luces de cortesía en las puertas delanteras y moqueta de 20 onzas. Los elevalunas eléctricos de todos los modelos se trasladaron del panel de la puerta al reposabrazos para mejorar la ergonomía.
El motor V6 de 4,3 l recibió un aumento de 10 CV (7,5 kW) y alcanzó los 140 CV (104 kW). El motor de 305 cc no se modificó y se mantuvo de serie en los Station Wagon. Los station wagon fabricados después del 1 de noviembre de 1985 aproximadamente venían equipados con el motor 307 cu in fabricado por Oldsmobile y el 305 cu in ya no estaba disponible en los station wagon. Este motor se utilizó en todas las camionetas GM de carrocería B a partir de este momento para simplificar la producción. El 307 estaba equipado con un carburador de cuatro cilindros y tenía una potencia nominal de 140 CV (104 kW) y 255 lb⋅ft (346 N⋅m). El motor diésel de 350 cu pulg. se dejó de fabricar.
Los modelos de 1987 recibieron pequeñas modificaciones de estilo: los faros aerodinámicos de material compuesto sustituyeron a las antiguas bombillas selladas y volvió el adorno del capó. La gama de modelos se revisó ligeramente y ahora incluía un Caprice Wagon para ocho pasajeros y un Caprice Classic Brougham LS sedán de cuatro puertas. El Brougham LS ofrecía todas las comodidades del Brougham más un techo de vinilo acolchado, faros de ópera y monogramas LS. La tapicería de cuero era una nueva opción disponible para las berlinas Brougham y Brougham LS, que también contaban con un nuevo diseño de asientos tipo almohada y un reposabrazos central abatible en el asiento trasero. Los colores exteriores del Brougham LS se limitaban ahora a colores conservadores en comparación con el modelo de 1986: Blanco, Negro, Borgoña, Azul oscuro y Gris oscuro. Los nombres de los niveles de acabado se "apilaban": Caprice, Caprice Classic, Caprice Classic Brougham y Caprice Classic Brougham LS en orden ascendente de precio y lujo.

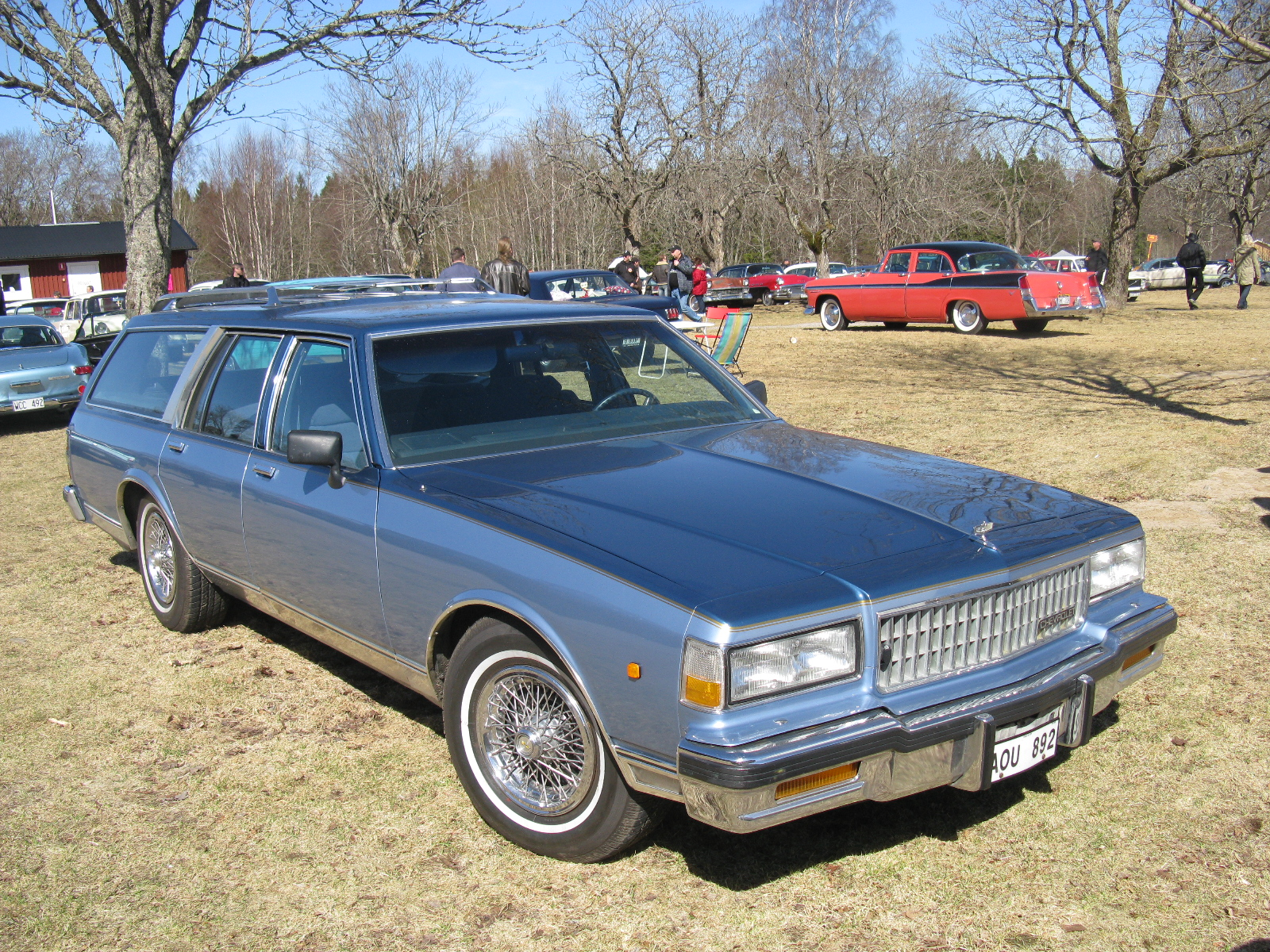
1988 Chevrolet Caprice Classic Station Wagon

La oferta de motores sólo recibió cambios menores. El V6 de 4,3 L y el V8 de 305 cu in se actualizaron con levantaválvulas de rodillo y tapas de válvulas de perno central. El 305 cu in aumentó su potencia en 5 CV (3,7 kW), pasando a 170 CV (127 kW) y 250 lb⋅ft (339 N⋅m). El V8 de 307 cc fabricado por Oldsmobile se mantuvo sin cambios y fue el único motor disponible para los station wagon. Algunas berlinas Chevrolet Caprice vendidas en Canadá utilizaron el V8 de 307 cc fabricado por Oldsmobile en lugar del motor de 305 cc fabricado por Chevrolet durante el año modelo 1987.

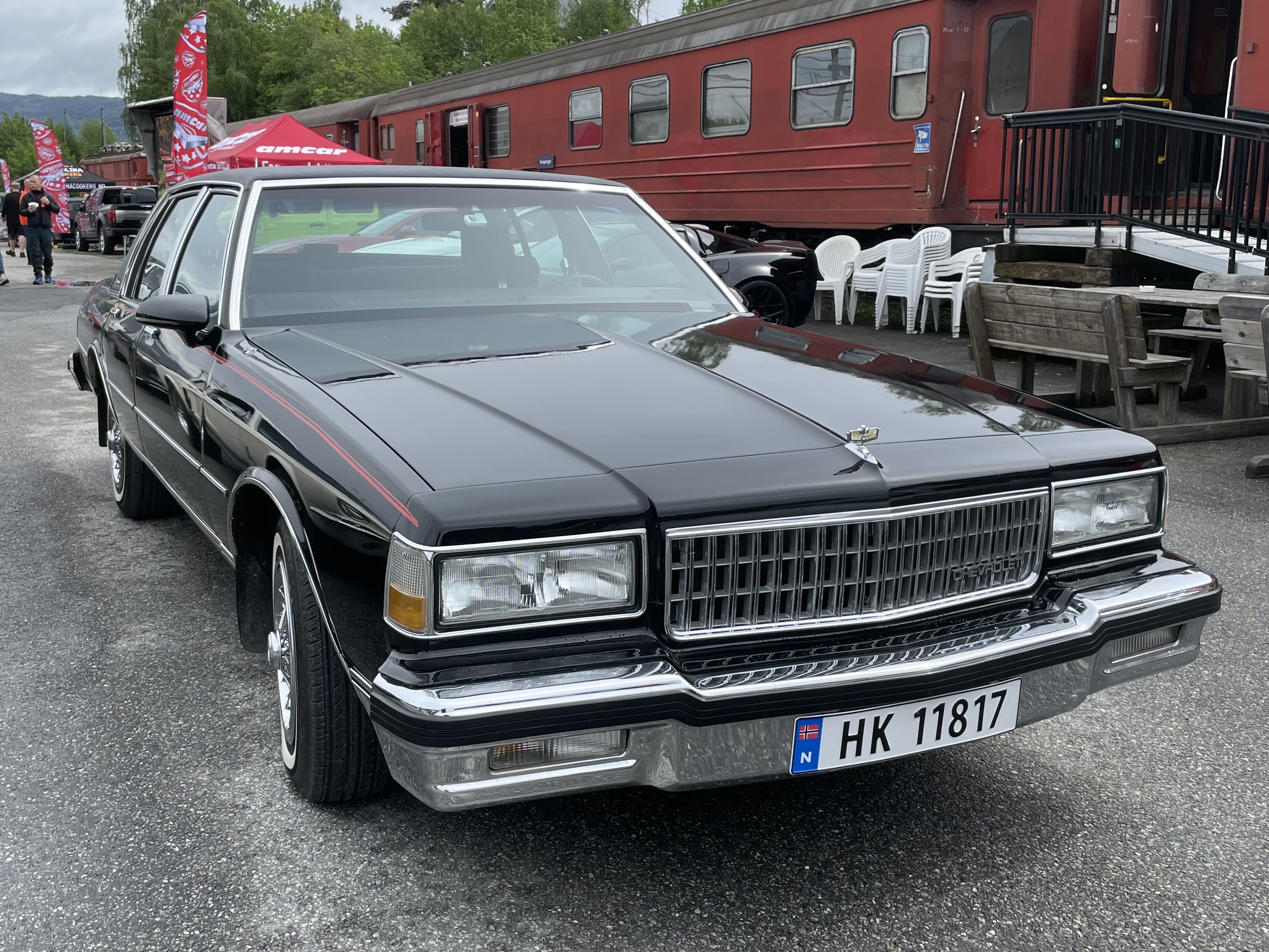
1989 Chevrolet Caprice Sedan

La gama de modelos de 1988 fue revisada, suprimiéndose el cupé deportivo debido a las bajas ventas. Ahora sólo había un modelo familiar, con capacidad para ocho pasajeros. Los motores se mantuvieron sin cambios y la transmisión automática de cuatro velocidades con sobremarcha pasó a formar parte del equipamiento de serie. El equipamiento de serie de todos los modelos incluía cristales tintados, espejo retrovisor del conductor con mando a distancia, encendido y apagado automático de los faros y equipo de música AM/FM. Se fabricó una versión policial del Caprice wagon; tenía el código 1A2 y estaba diseñado para un uso de servicio especial.
1989 marcó el primer año de un motor V8 con inyección de combustible. El V8 de 305 cc se actualizó con inyección electrónica (RPO LO3), introducida por primera vez en 1987 en camionetas y furgonetas Chevrolet/GMC. Este motor tenía una potencia nominal de 127 kW (170 CV) y 346 N⋅m (255 lb⋅ft), lo que suponía un ligero aumento del par respecto al motor con carburador. Sin embargo, gracias a la inyección de combustible, mejoró el arranque en frío, la facilidad de conducción, el consumo de combustible y las emisiones. El V6 de 4,3 L dejó de ser el motor de base y ahora sólo estaba disponible en los Caprice con opciones para taxi y policía. El motor 307 se mantuvo sin cambios en los Station Wagon. Los pasajeros de los asientos traseros disponían de cinturones de hombro en las plazas exteriores y el aire acondicionado era de serie en todos los modelos.
Esencialmente, 1990 fue el último año de esta carrocería. Las novedades de 1990 fueron los cinturones de seguridad delanteros montados en las puertas, los conductos de combustible de conexión rápida para el motor de 305 cc, los colores interiores revisados, las nuevas opciones de pintura metalizada y los tejidos interiores con protección Scotchgard. La gama de modelos y la oferta de motores se mantuvieron sin cambios. El Caprice de 1990 sólo se fabricó hasta finales de 1989, cuando se interrumpió la producción para preparar los modelos rediseñados de 1991.

### Modelo Policial 9C1

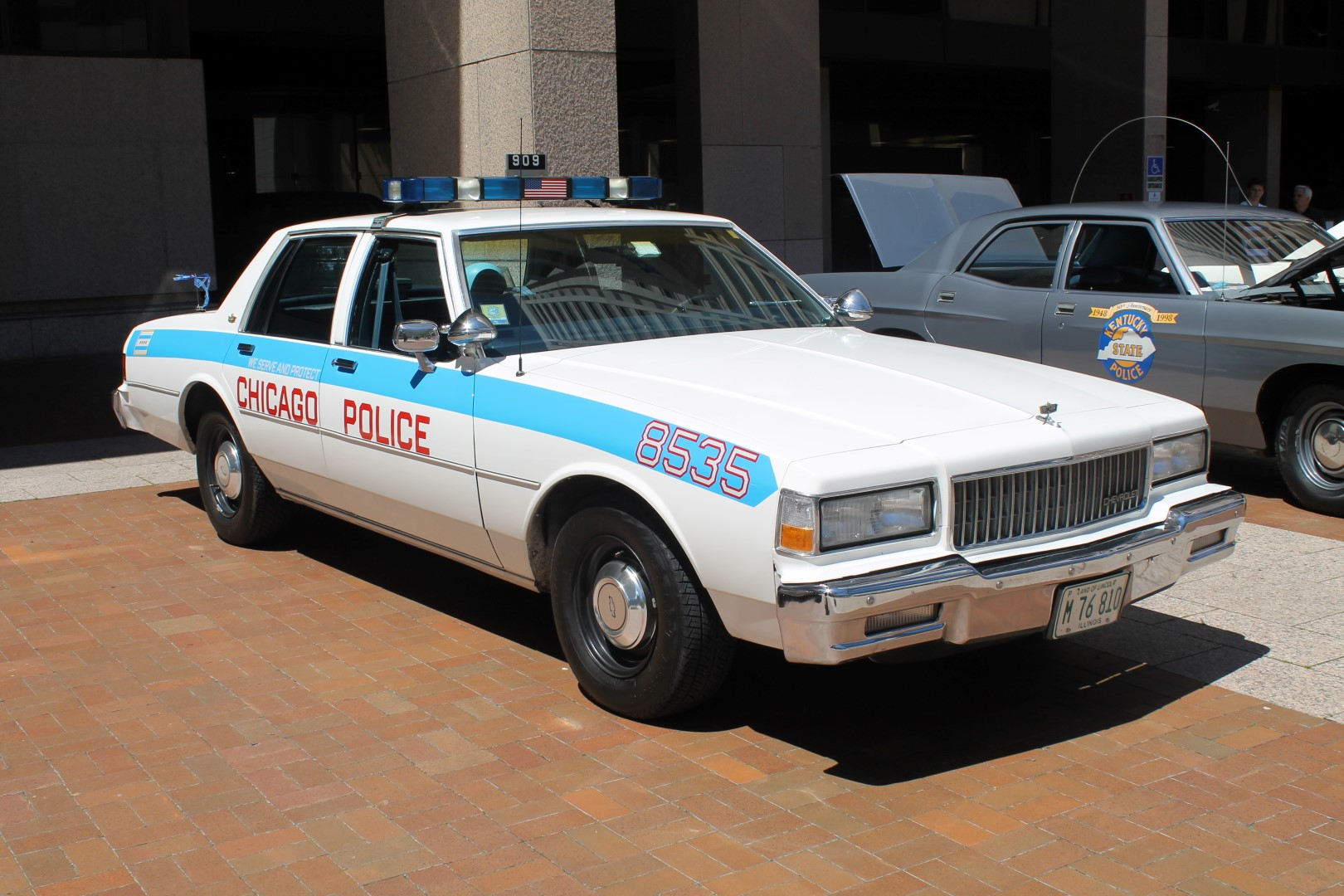
Chicago Illinois Police Chevrolet Caprice

El nuevo modelo básico del Caprice, que sustituyó al Impala en 1986, incluía un paquete policial, que se podía pedir con el código 9C1 de Opciones de Producción Regular de GM. En las pruebas de la Policía Estatal de Míchigan de 1986, el Chevrolet Caprice compitió con el Ford LTD Crown Victoria, el Dodge Diplomat y el Plymouth Gran Fury. El Caprice obtuvo los mejores tiempos en un cuarto de milla de los tres y el mejor consumo de combustible. El Dodge y el Plymouth superaron al Caprice en los tiempos de 0 a 100 mph, pero quedaron últimos en los tiempos en carretera. Sin embargo, sólo había un tercio de segundo de diferencia entre los vehículos más rápidos y los más lentos. En 1986, los cuatro coches compitieron muy igualados y las diferencias de rendimiento fueron mínimas.
En 1987, el Caprice 9C1 sufrió pocos cambios. El motor 350-4bbl recibió un aumento en la compresión, levantaválvulas de rodillos y nuevas tapas de válvulas con perno central. Los 180 CV (134 kW) de este motor ayudaron a aumentar el rendimiento del Caprice por encima de su competencia.El motor V6 4.3 LB4 siguió estando disponible, pero se comercializó para los departamentos de policía urbana con menos necesidad de rendimiento. Las pruebas de la Policía Estatal de Míchigan mostraron que el Chevrolet Caprice superaba a su competencia de Ford, Dodge y Plymouth en casi todas las categorías. El Caprice tenía los tiempos más rápidos en el cuarto de milla y de 0 a 100 mph, la velocidad máxima más alta, el tiempo más rápido en carretera, y la mejor economía de combustible, aunque el Plymouth y el Dodge tenían distancias de frenado más cortas. El Chevrolet Caprice de 1987 ganó el contrato para la policía del Estado de Míchigan y mantendría este contrato hasta 1996, cuando el Caprice fue descontinuado.
Para 1988, el Caprice 9C1 se mantuvo sin cambios. Las pruebas de la Policía Estatal de Míchigan demostraron ser más competitivas, con el Ford LTD Crown Victoria mostrando una fuerte mejora en el rendimiento. Los modelos Plymouth y Dodge continuaron sin cambios y no fueron competitivos con el Chevrolet y el Ford. Las pruebas de 1988 mostraron que el Caprice tenía los tiempos más rápidos en el cuarto de milla y de 0 a 100 mph, el mejor consumo de combustible, el tiempo más rápido en carretera (aunque empató con el Ford) y la mejor ergonomía. El Ford superó al Chevrolet con 1,6 km/h más de velocidad máxima y mejores frenos, pero el Chevrolet quedó segundo en ambas categorías. En general, el Chevrolet obtuvo la mejor puntuación en la competición, seguido por el Ford, el Dodge y el Plymouth.

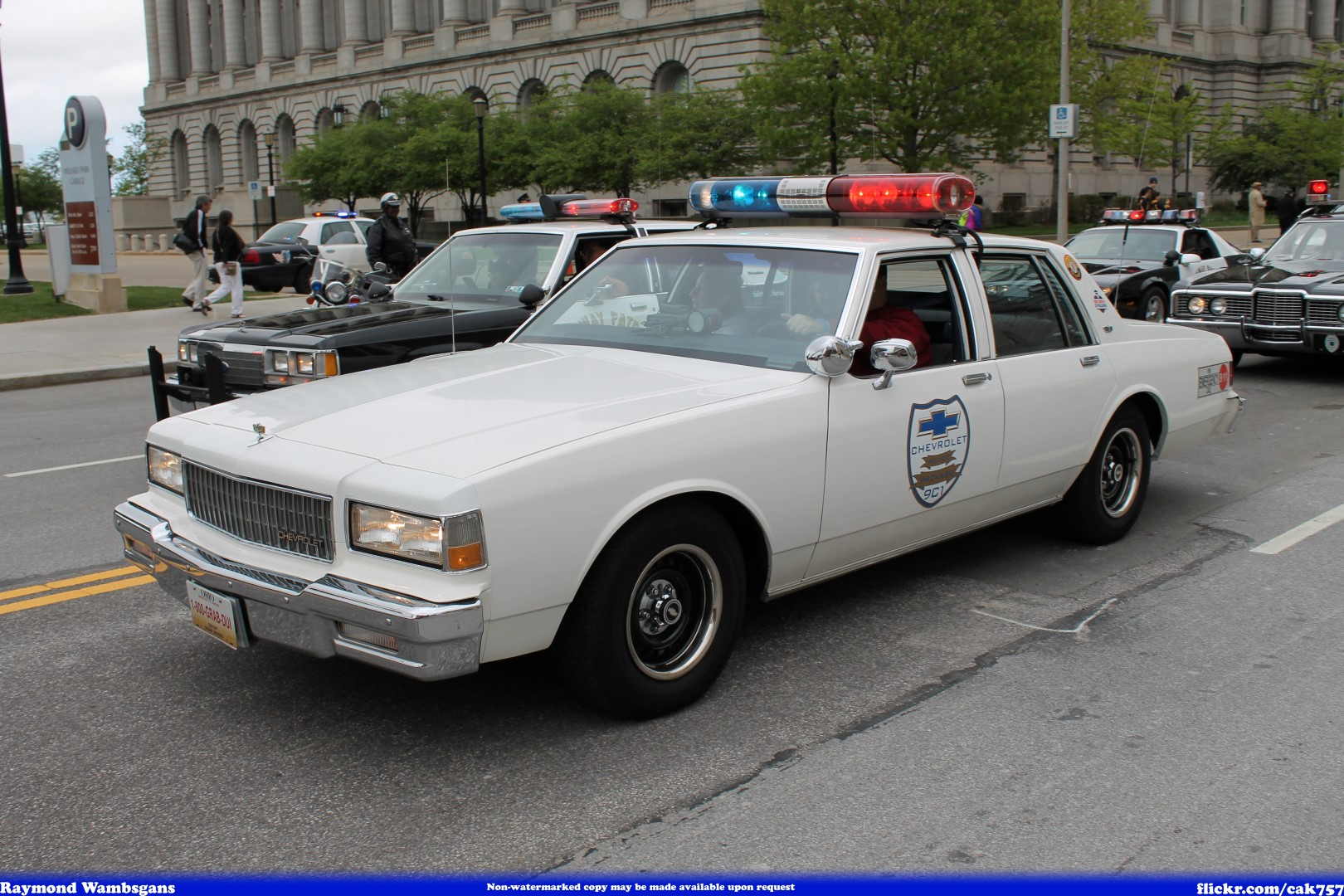
Chevrolet Caprice Police 9C1

En 1989, el Caprice 9C1 recibió algunos cambios importantes en el tren motriz. Todos los motores estaban ahora equipados con inyección de combustible por cuerpo de mariposa (compartida con la gama de camiones y furgonetas y basada en el sistema de inyección LB4 4.3L TBI utilizado por primera vez en los turismos de 1985), y el motor de 305 cu in (5.00 L) (RPO LO3) se añadió a la lista de opciones. Los motores disponibles eran ahora el V6 de 4,3 L (260 cu pulg.), el V8 de 305 cu pulg. (5,00 L) y el V8 de 350 cu pulg. (5,7 L) (que sólo estaba disponible en los modelos con paquete policial). Los motores V6 y 350 estaban equipados con transmisiones TH700-R4, mientras que el motor 305 utilizaba la transmisión TH200-4R. El V6 y el 305 utilizaban una relación de ejes de 3,08:1, mientras que los coches con motor 350 utilizaban ahora una relación de ejes de 3,42:1.[22] El 4.3 L seguía teniendo 140 CV (104 kW), mientras que el motor 305 TBI tenía 170 CV (127 kW) y el motor 350 TBI 190 CV (142 kW). A diferencia del LO5 utilizado con la línea de camiones ligeros y furgonetas GMT400, incluida la serie R/V, el LO5 de especificación policial utilizaba el árbol de levas de rodillos procedente de sus carrocerías F y Corvette equipadas con TPI junto con inyectores de combustible de alto caudal. El Caprice 350 volvió a obtener buenos resultados en las pruebas de persecución de la Policía Estatal de Míchigan. Obtuvo el mejor 0-100 mph, el mejor tiempo en carretera, la mayor velocidad máxima y el mejor consumo de combustible. El Dodge Diplomat y el Ford LTD Crown Victoria superaban al Caprice, y el Plymouth Fury y el Dodge Diplomat tenían mejor ergonomía que el Caprice.
1990 fue otro año de continuidad para el Caprice 9C1, con el único cambio importante de los cinturones de seguridad montados en las puertas. En las pruebas de la Policía Estatal de Míchigan, la única competencia fue el Ford LTD Crown Victoria, ya que la producción del Dodge Diplomat y el Plymouth Gran Fury había terminado durante 1989. El Caprice ganó las seis categorías de 1990, con los tiempos de 0 a 100 más rápidos, los mejores tiempos en carretera, los mejores frenos, la mayor velocidad máxima, el mejor ahorro de combustible y la mejor ergonomía interior. Era la primera vez que un coche ganaba las seis categorías en las pruebas de la Policía Estatal de Míchigan.

## Cuarta generación (1991-1996)

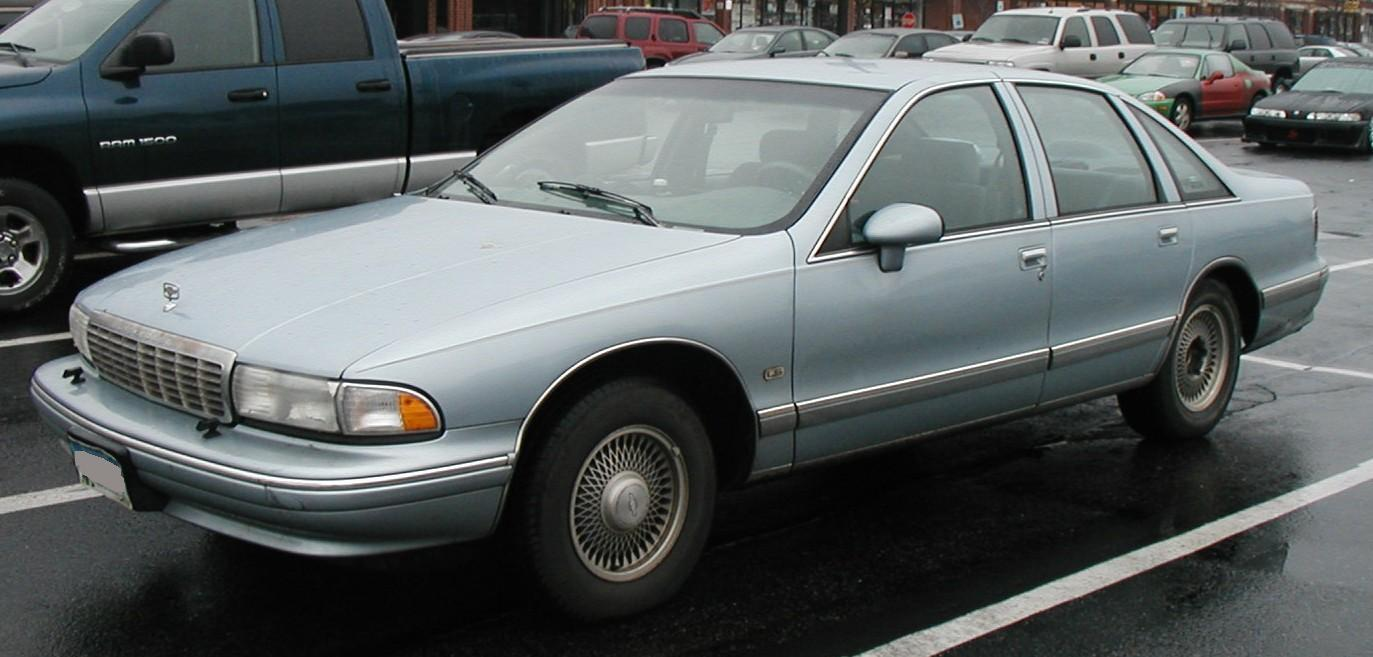
1994 Chevrolet Caprice

Introducido en abril de 1990 para el año modelo 1991 en América, el Caprice fue completamente rediseñado y sustituyó el diseño rectilíneo basado en 1977 por un estilo más redondeado y más aerodinámico. General Motors decidió inicialmente en 1980 eliminar la producción del modelo de la generación anterior en 1989 para el año modelo 1990, pero una decisión empresarial en 1985 de planificar un rediseño exterior dio una nueva continuación y el modelo prototipo de fibra de vidrio de esta generación se mostró por primera vez en abril de 1987 para el análisis del mercado de valores.
Mientras que la carrocería y el interior eran totalmente nuevos, el chasis, la cadena cinemática y la transmisión eran en gran parte heredados de los modelos de 1977 y 1990, respectivamente; el depósito de combustible de acero fue sustituido por un depósito de HDPE (con una capacidad en los sedanes que disminuyó de 95 l a 87 l), y se añadieron frenos antibloqueo como equipamiento de serie en todos los modelos[27]. Varios componentes principales (incluida la bandeja del suelo) son totalmente intercambiables entre 1977 y 1996, simplemente por tener una carrocería renovada sobre una plataforma de carrocería sobre bastidor ya anticuada introducida en 1977.

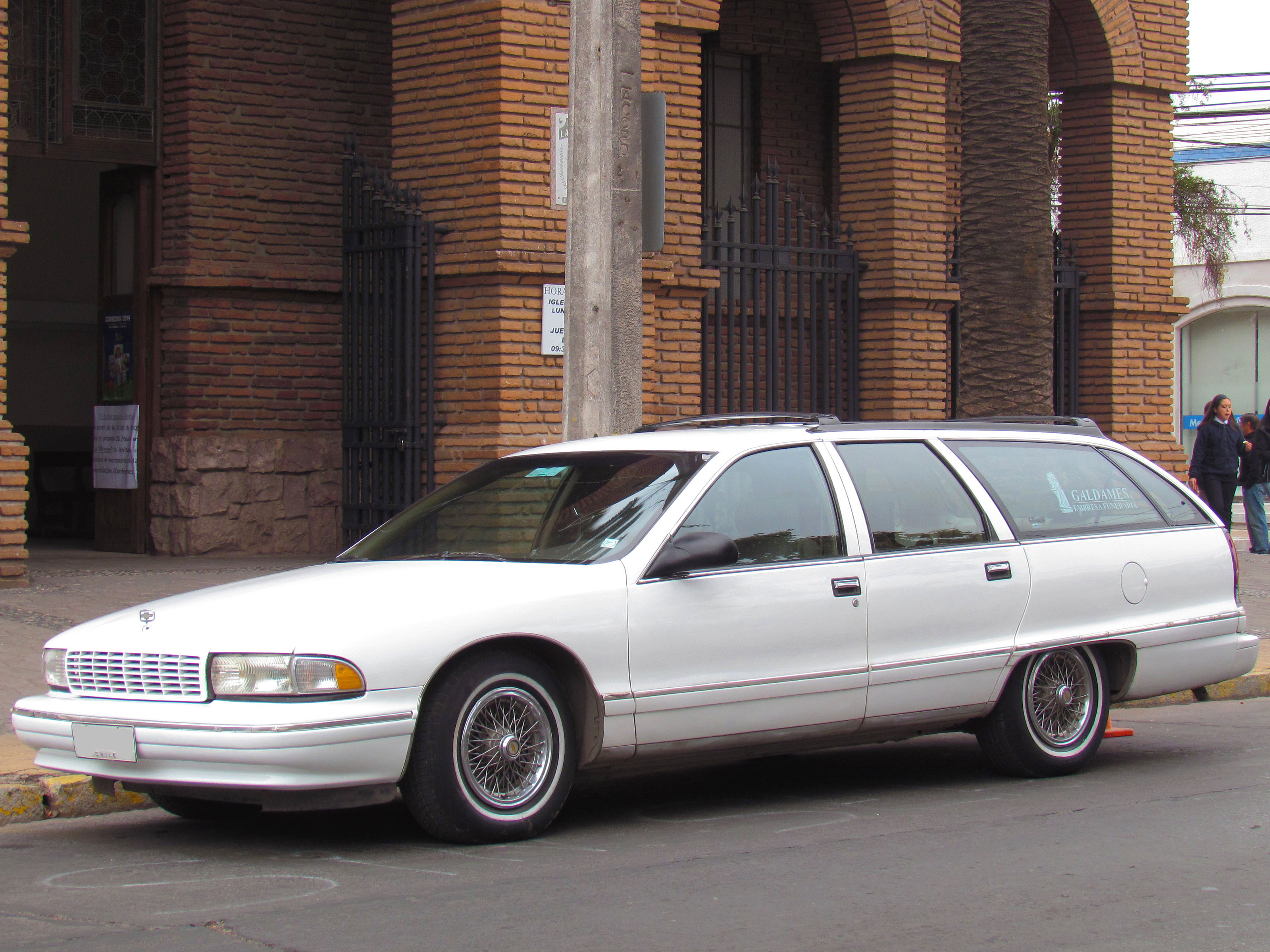
1995 Chevrolet Caprice Classic Estate

Gran parte de la disponibilidad de motores se mantuvo desde la generación anterior, que incluía para todos los modelos el V8 5.0 L L03. También se incorporó un V8 5.7L L05; originalmente sólo estaba disponible en los modelos 9C1 Police de 1991 y 1992 (que incorporaban un velocímetro digital), pero finalmente se puso a disposición del público general en el Caprice LTZ de 1993, y el V6 4.3L LB4 se incorporó al Caprice 9C6 Taxi de 1992-93 para aumentar el ahorro de combustible con una potencia significativamente menor.
Motor Trend premió al nuevo Caprice Classic como Coche Nacional del Año 1991. Inicialmente se ofrecían dos niveles de acabado: Caprice y Caprice Classic, que sustituían a los anteriores Classic y Brougham. General Motors esperaba recuperar el primer puesto como automóvil favorito de los estadounidenses con el nuevo estilo aerodinámico de su oferta de tamaño completo.
El Caprice final de carrocería B no fue bien recibido por la crítica y no mantuvo un alto número de ventas anuales, con aproximadamente la mitad de las ventas de flotas. El estilo del coche fue criticado con los aficionados llamándolo una "ballena varada" y "una bañera al revés", y más tarde como el "Caprice burbuja" en respuesta al apodo de la generación anterior "caja Caprice".
Las revisiones de 1993 eliminaron los faldones de los guardabarros traseros en favor de unos pasos de rueda más abiertos en el modelo sedán; los station wagon conservaron los pasos de rueda con faldones. La ventanilla lateral trasera situada entre la puerta trasera y el pilar C presentaba un pliegue denominado Hofmeister, y tanto en la berlina como en el familiar se modificó la posición de los retrovisores exteriores, que ahora eran plegables.
Con los Caprices de 1991-93 esencialmente con las mismas tres opciones de motor y transmisión 4L60 de la generación anterior, en el otoño de 1993 para el año modelo 1994, el Caprice recibió dos nuevos sustitutos de motor que compartían exactamente las mismas dimensiones externas, aunque diferían internamente. El motor de serie en todas las berlinas, incluidas muchas berlinas de policía 9C1, era el V8 L99 de 4,3 L y 200 CV (150 kW), que ofrecía un mayor ahorro de combustible en respuesta a la subida de los precios del combustible tras la guerra del Golfo Pérsico y que proporcionaba un par de 325 N-m (240 lb-pie) con 87 octanos. Los sedanes Caprice fueron los únicos coches B-body/D-body que recibieron el motor V8 L99 de 4,3 L de serie, o en absoluto.

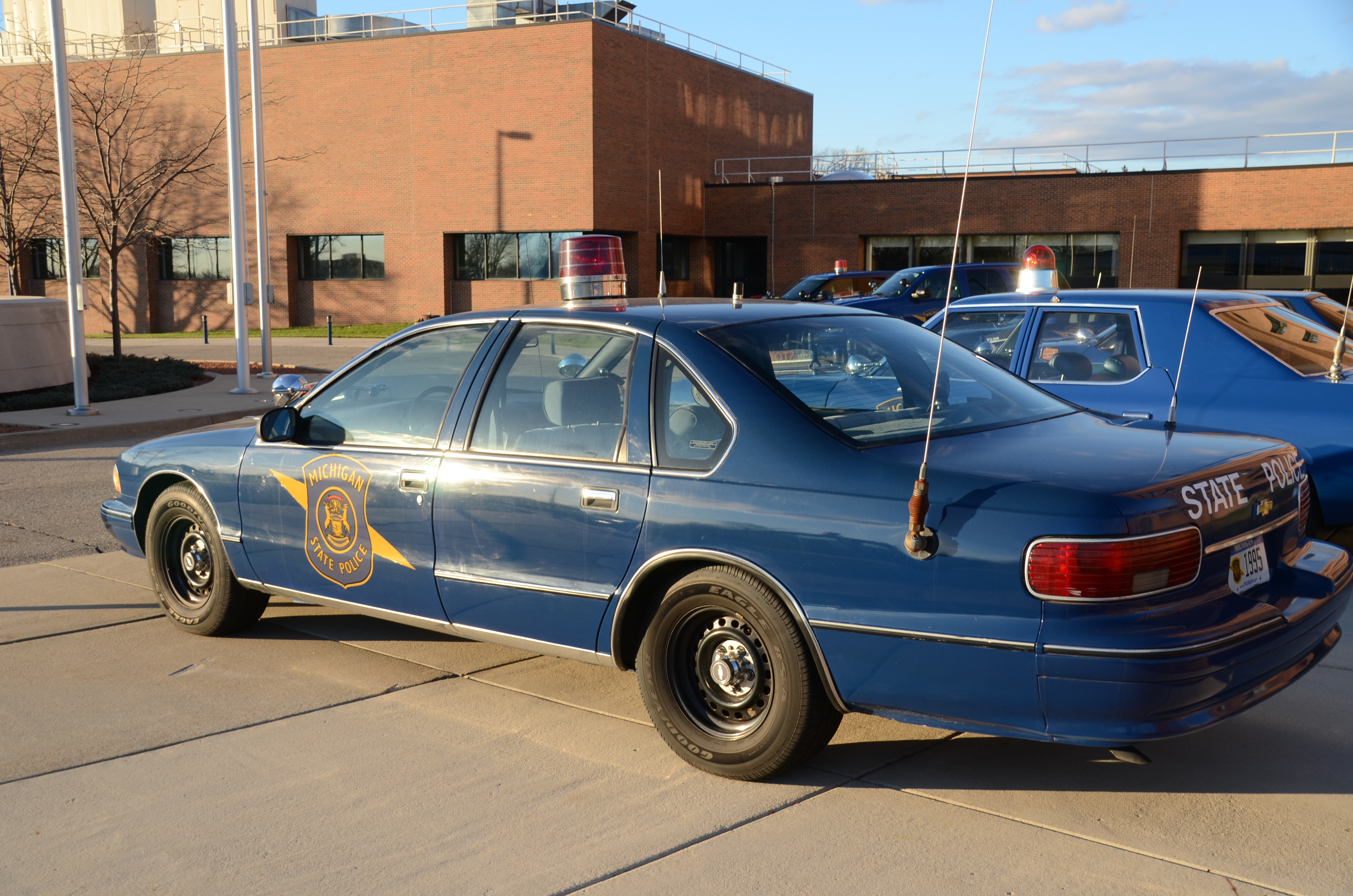
1995 Chevrolet Caprice Míchigan State Police

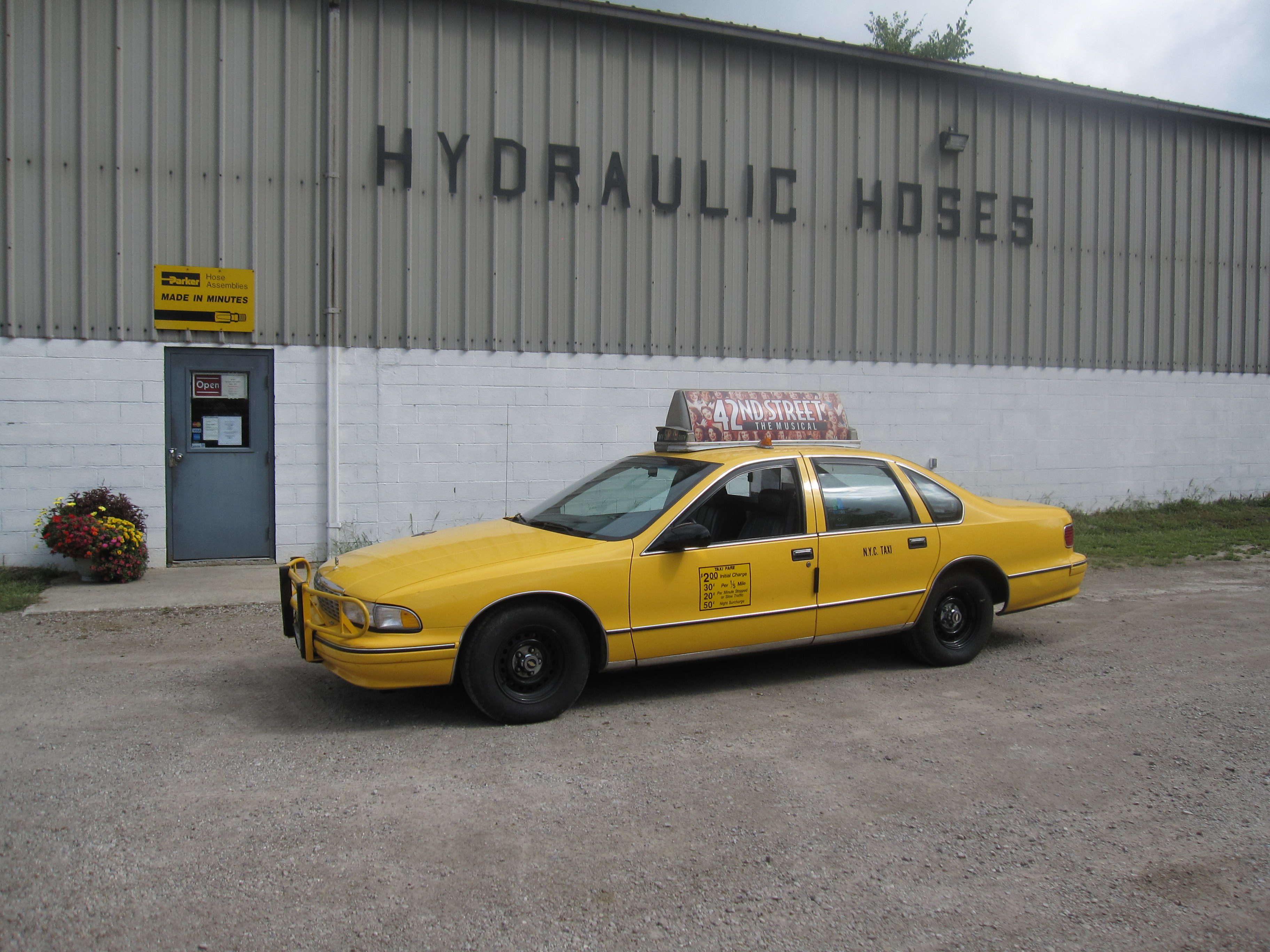
1996 Caprice 9C6 New York Taxi

También para el modelo del año 1994, Chevrolet ofreció una versión opcional (40 CV menos) del motor LT1 350 cu. in. (5,7 L) V8 de la cuarta generación del Corvette, con 260 CV (194 kW) y 330 lb-pie (447 N-m) de par motor. El LT1 era opcional en los paquetes de policía 9C1 en lo que respecta a las carreteras y las zonas rurales y de serie en todos los Wagon, con General Motors ofrece aproximadamente 846 opcional 1A2 Caprice servicio especial Wagon paquete de policía entre 1991 y 1995, que fueron generalmente disponibles para otras tareas administrativas, tales como; supervisores, detectives, unidades no marcadas, y los departamentos de bomberos. El LT1 350 cu. in. era estándar en los sedanes civiles con la adición del paquete de remolque V92. [cita requerida] El paquete de remolque V92 también dio una suspensión de servicio pesado con tasas de resorte similares a la suspensión 9C1 coche de policía, 2.93 engranajes, V08 de servicio pesado de refrigeración con un ventilador mecánico, frenos de tambor traseros de servicio pesado, y diferencial de deslizamiento limitado. La transmisión 4L60-E sustituyó a la 4L60. Los fallos de transmisión poco después de 160.000 km (100.000 millas), especialmente cuando se emparejaba con el potente LT1 V8, eran habituales debido a las especificaciones de construcción y software de la transmisión que sacrificaban la durabilidad a largo plazo a cambio de una ligera mejora en el consumo de combustible. El interior del Caprice de 1994 se rediseñó con un volante Camaro, velocímetro digital y un nuevo panel de instrumentos.
En 1995 y 1996, el Impala SS se exportó a los mercados de Oriente Medio con el nombre de Caprice SS, siendo el coche idéntico a su homólogo estadounidense, excepto por las tipografías laterales en el panel trasero y la insignia en el salpicadero que decía Caprice SS.
El Caprice 9C1 con motor LT1 se convirtió en uno de los vehículos policiales modernos más rápidos y populares. Este vehículo estableció una devoción tan fuerte por muchos departamentos de policía que una industria artesanal prosperó en la restauración de Caprices para el servicio de policía continua después de GM suspendió la producción del coche, con muchos departamentos de policía mantenerlos en servicio más tiempo que otros coches de policía de la época. En 2006, Chrysler introdujo el Dodge Charger Pursuit, sirviendo como un sucesor indirecto de la imagen sedán muscular del Caprice en el mercado de la policía después de un paréntesis de una década.

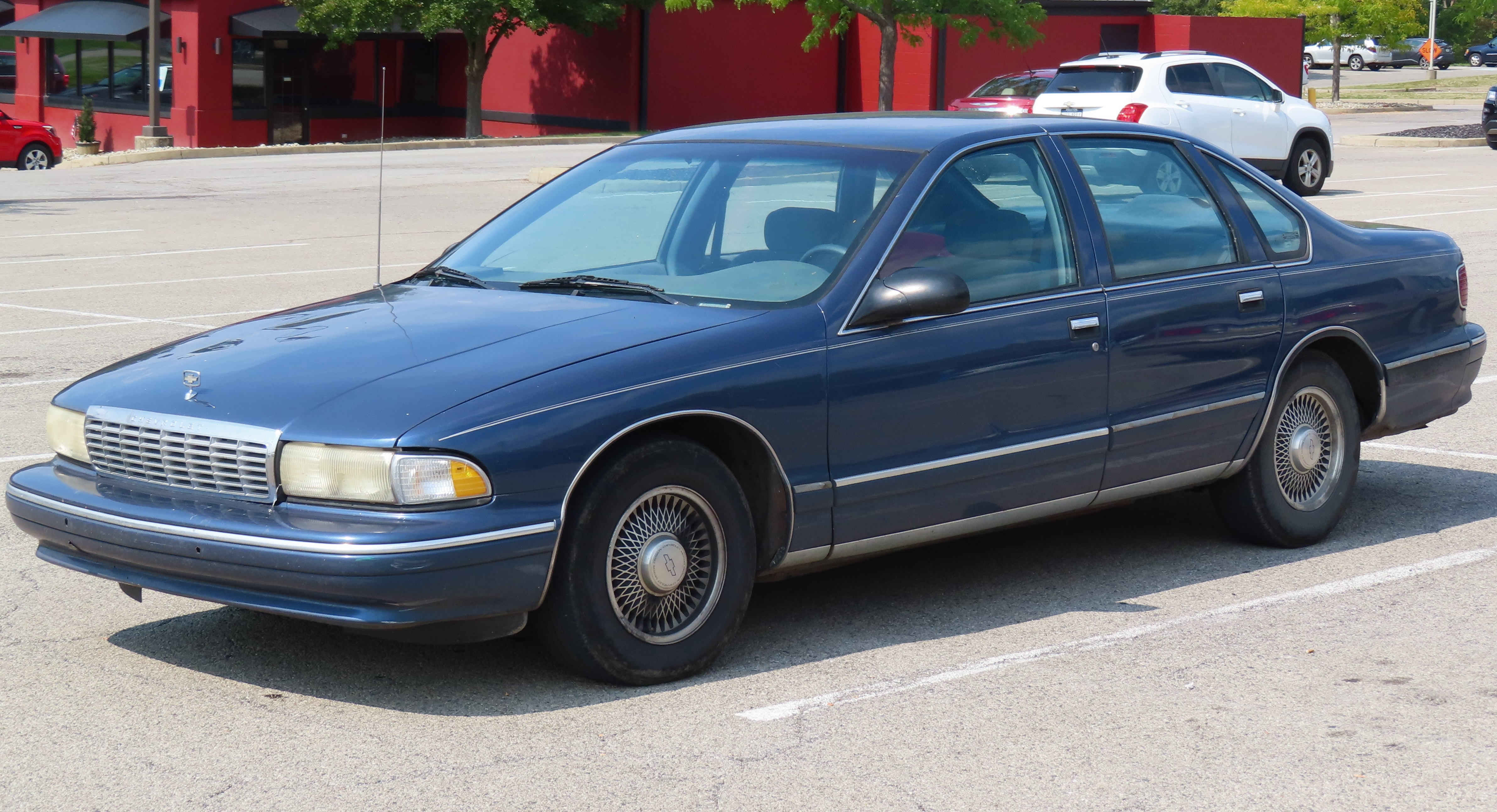
1996 Chevrolet Caprice Classic Sedan

La producción del coche se detuvo en diciembre de 1996 debido a la presión de las ventas de la mediana Chevrolet Lumina, problemas financieros en General Motors, y la demanda de los consumidores cambiando de sedanes familiares de tamaño completo a los vehículos utilitarios deportivos cada vez más populares. La planta de montaje de vehículos de Arlington, Texas (utilizado para Caprices, Impala SSs, Buick Roadmaster, Oldsmobile Custom Cruiser, y Cadillac Fleetwood) se convirtió para producir más rentable de GM SUV de tamaño completo (el Tahoe y Suburban). En 1997, el Lumina LTZ ocuparía el lugar del Caprice como turismo prémium de Chevrolet. La producción total de los modelos 1991-96 fue de 689.257 unidades, finalizando el 13 de diciembre de 1996. Se planeó la reintroducción del Caprice en América para el modelo del año 2000, pero sólo resurgió en Oriente Medio como Holden Caprice. El Chevrolet Impala se reintrodujo en el mercado estadounidense de turismos en el año 2000 como modelo de gama alta de la marca, aunque con tracción delantera.

## Quinta generación (1999-2006)

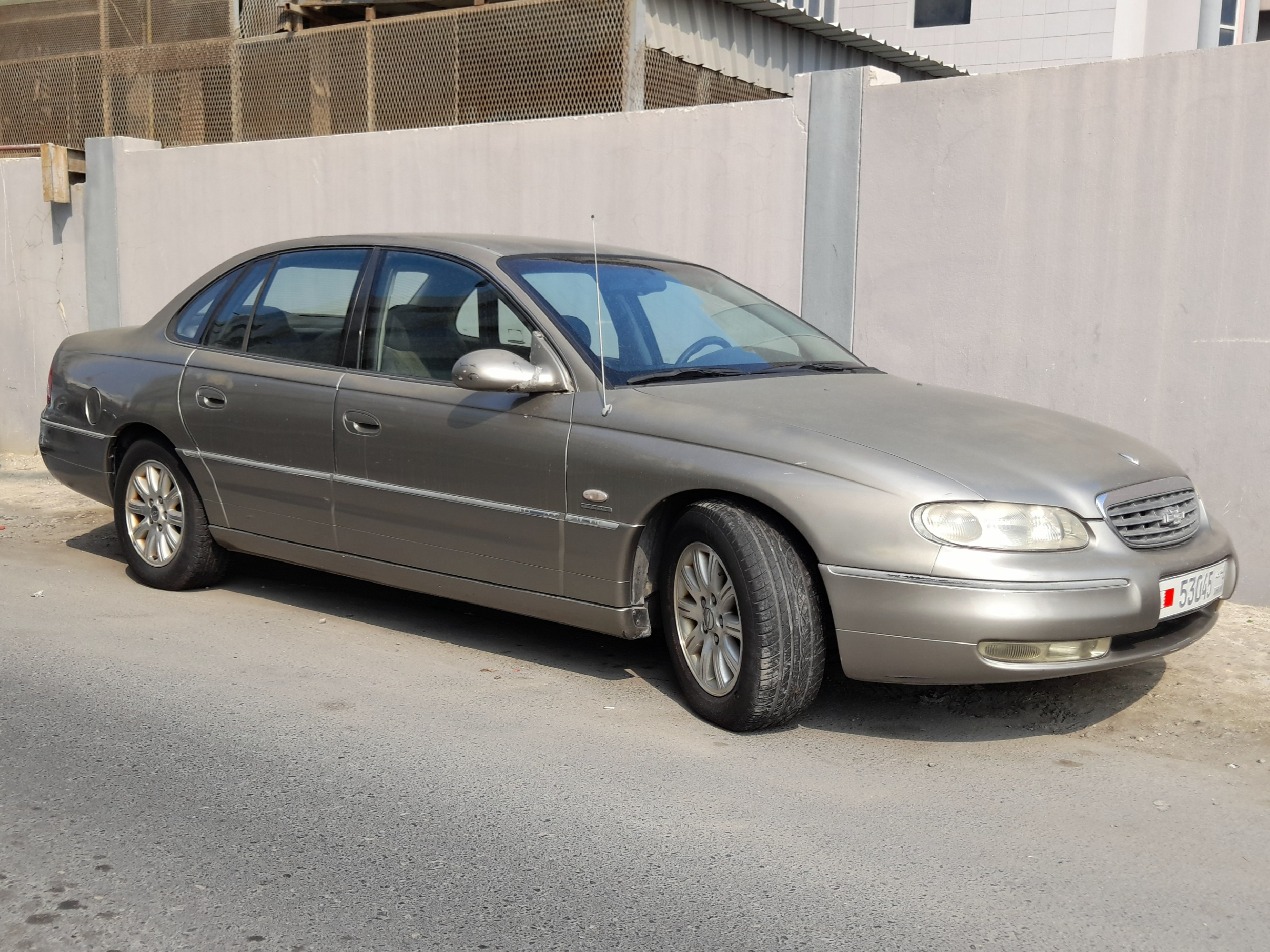
2002 Chevrolet Caprice LTZ

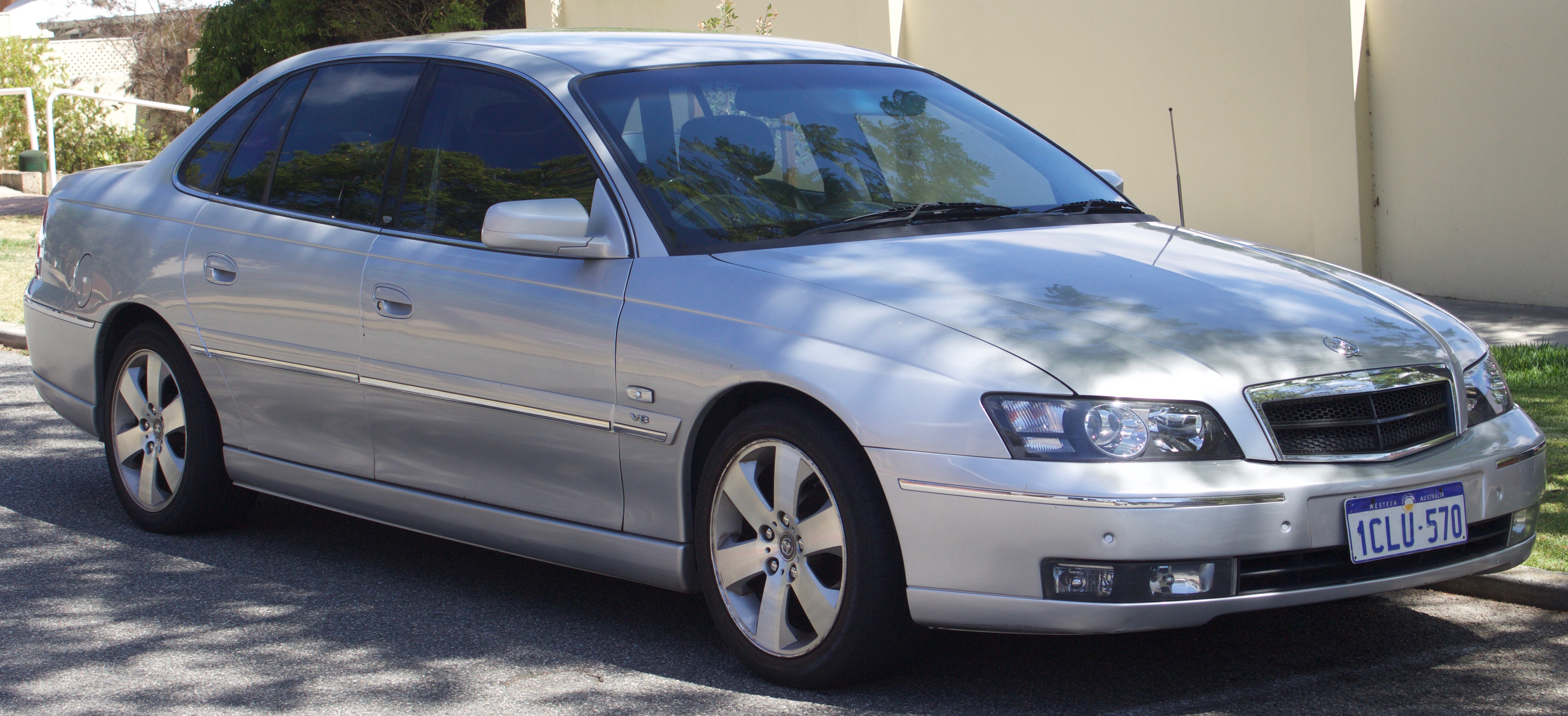
2006 Chevrolet Caprice WL

General Motors revivió la marca Chevrolet Caprice en los mercados de Oriente Medio y Latinoamérica/Sudamérica con los modelos importados Holden Statesman y Caprice fabricados por su filial australiana Holden. Estos coches eran versiones alargadas de la gama Commodore, que en aquel momento se basaba en el Opel Omega. La serie WH Statesman/Caprice fue la primera que se diseñó para admitir tanto el volante a la izquierda como a la derecha (el mercado de Oriente Medio era LHD, mientras que el de Australia era a la derecha) con el fin de permitir la fabricación de versiones de exportación. Lo mismo ocurrió con el Holden VT Commodore de batalla corta, cuya versión con volante a la izquierda se convirtió en el Chevrolet Lumina en Oriente Medio (sólo en México, los modelos Commodore y Holden se vendieron junto con el Lumina y el Caprice).
El Caprice de Oriente Medio se comercializó en 2000 en cuatro versiones: el LS básico, el LTZ estándar de gama media, el SS deportivo y el tope de gama Royale (introducido en 2002). Las diferencias entre los modelos eran sobre todo de equipamiento y ligeros retoques estéticos. El LS básico venía con un motor V6 de 3,8 L; el LTZ venía de serie con un V8 Gen III de 5,7 L y 220 kW (295 CV); el SS y el Royale venían con una versión del mismo motor de 242 kW (325 CV). En 2003, Holden lanzó un Statesman y un Caprice (WK) revisados y remozados, lo que se reflejó en sus versiones para Oriente Medio para el año modelo 2004. Los nuevos modelos lucían nuevos salpicaderos delantero y trasero y un interior completamente rediseñado. Los motores se mantuvieron sin cambios.
En 1999, GM se planteó de nuevo resucitar el nombre Caprice en América para el año 2000, esta vez bajo esta generación, y como un nuevo Caprice 9C1 mucho antes de la aparición del modelo de sexta generación (Holden Caprice de tercera generación) como Caprice PPV, pero regresó varios años después como tal.

## Sexta generación (2006-2017)

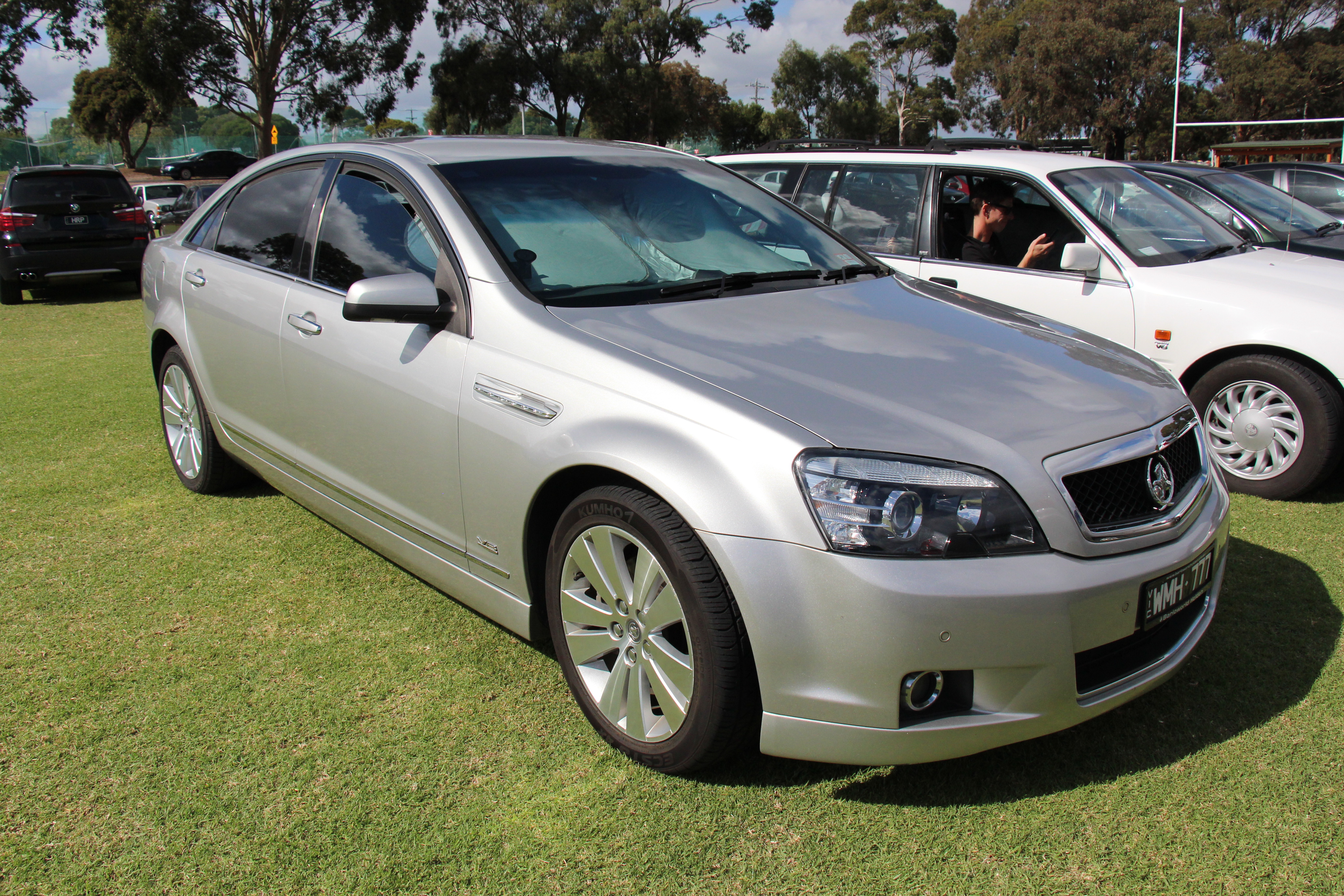
2007 Holden WM Caprice Sedan

En noviembre de 2006, se lanzó una gama Caprice completamente rediseñada, de nuevo basada en el recién presentado Holden WM Statesman/Caprice. La nueva gama Caprice incluye los modelos base LS, LTZ, SS y Royale, todos ellos equipados con el nuevo motor L98 6.0 V8 de 268 kW (360 CV).
El LS, el LTZ y el Royale comparten el parachoques delantero del Holden WM Statesman, mientras que el LS carece de los faros antiniebla característicos del Statesman, que sí aparecen en el LTZ y el Royale; el SS incorpora el parachoques delantero y los faros antiniebla del Caprice, pero no los sensores de aparcamiento. El LS también incorpora el interior y los embellecedores del VE Commodore Omega, mientras que el LTZ incorpora los embellecedores del VE Commodore V basados en el Commodore Omega, y el interior del Statesman menos los reposacabezas con las pantallas LCD y el reproductor de DVD, mientras que el Royale incorpora los embellecedores del Statesman, y el interior del Statesman con las pantallas LCD en los reposacabezas y el reproductor de DVD de las versiones Holden, la parrilla del Daewoo Veritas, el ornamento del capó similar al que aparece en los modelos de 4.ª y 5.ª generación, y el SS obtiene los mismos acabados que el Caprice WM, el interior del Caprice menos los reposacabezas con las pantallas LCD y el reproductor de DVD, la versión codificada por colores del acabado de la parrilla y el espóiler labial opcional del Caprice WM.

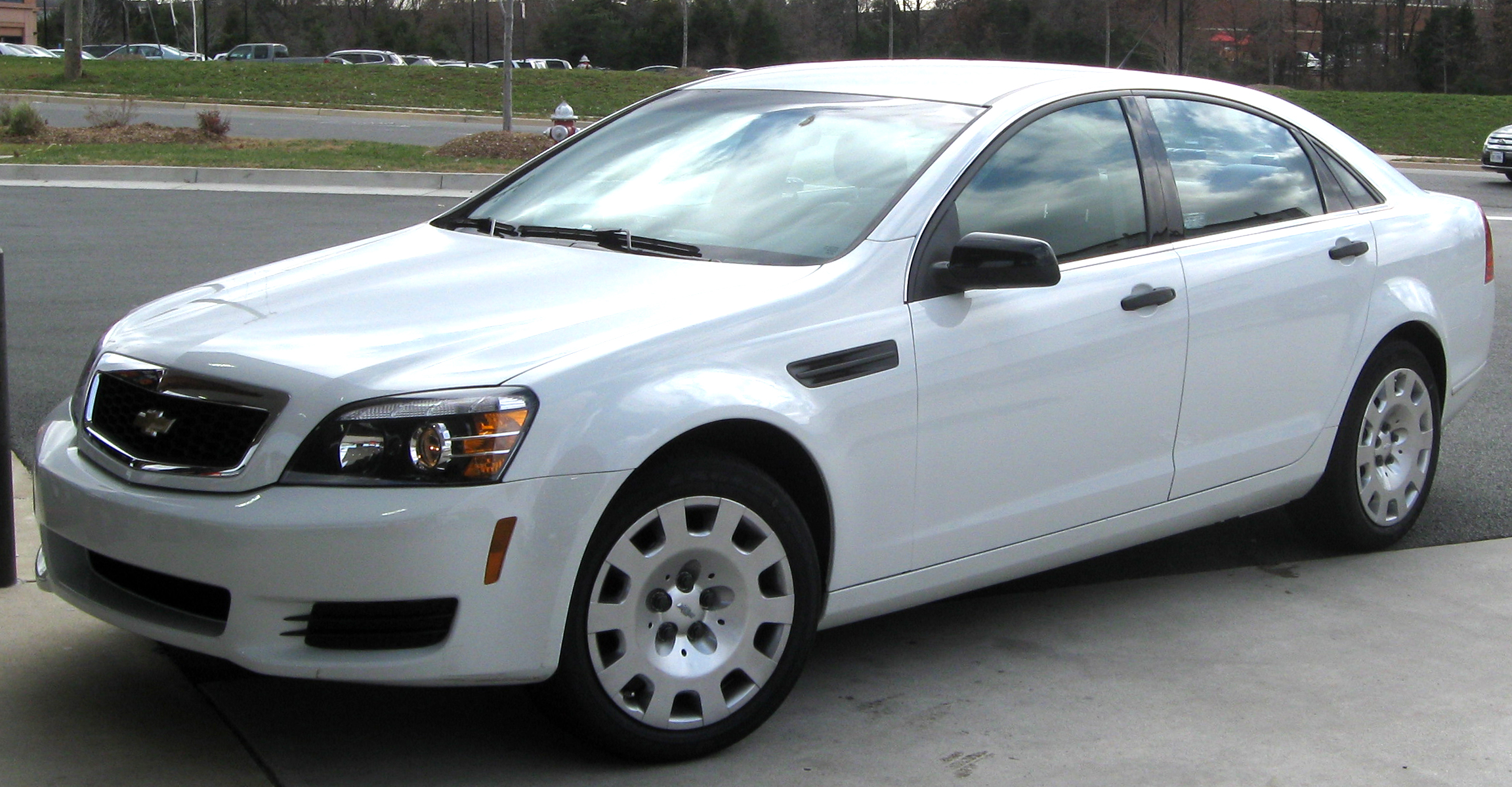
2011 Chevrolet Caprice PPV

El Caprice fue actualizado para 2011 para incluir las características que Holden incluyó el Holden Caprice. El Caprice letras grabadas en la moldura cromada que estaba en el coche desde 2000 hasta 2010 en la moldura se cayó y se sustituye por una placa de identificación Caprice que está por debajo de la moldura cromada en el extremo izquierdo de la fascia trasera en el tronco. Los motores V6 fueron retirados en el LS y LTZ dejando el V8 como el motor estándar, mientras que el LS tiene los adornos que estaban previamente en el LTZ de 2007-2010, así como visto anteriormente en el VE Commodore V basado en el modelo Omega Serie I, mientras que el LTZ y Royale obtener los adornos visto en el VE Commodore Calais V Serie II y el 2010 y 2011 Chevrolet Omega Fittipaldi Edition y el SS ahora gana los adornos que el WM Caprice V Serie II tiene. El LS, LTZ, y Royale aún conservan el parachoques delantero Statesman, mientras que el SS aún conserva el parachoques delantero Caprice / Caprice V. El Royale también gana una cámara de visión trasera en la moldura cromada en el maletero que está ausente en el LS, LTZ, y SS como el Holden Caprice y Caprice V. Para el año modelo 2013 para el Caprice SS la insignia Impala en el maletero fue abandonada en favor de la tradicional pajarita Chevrolet.

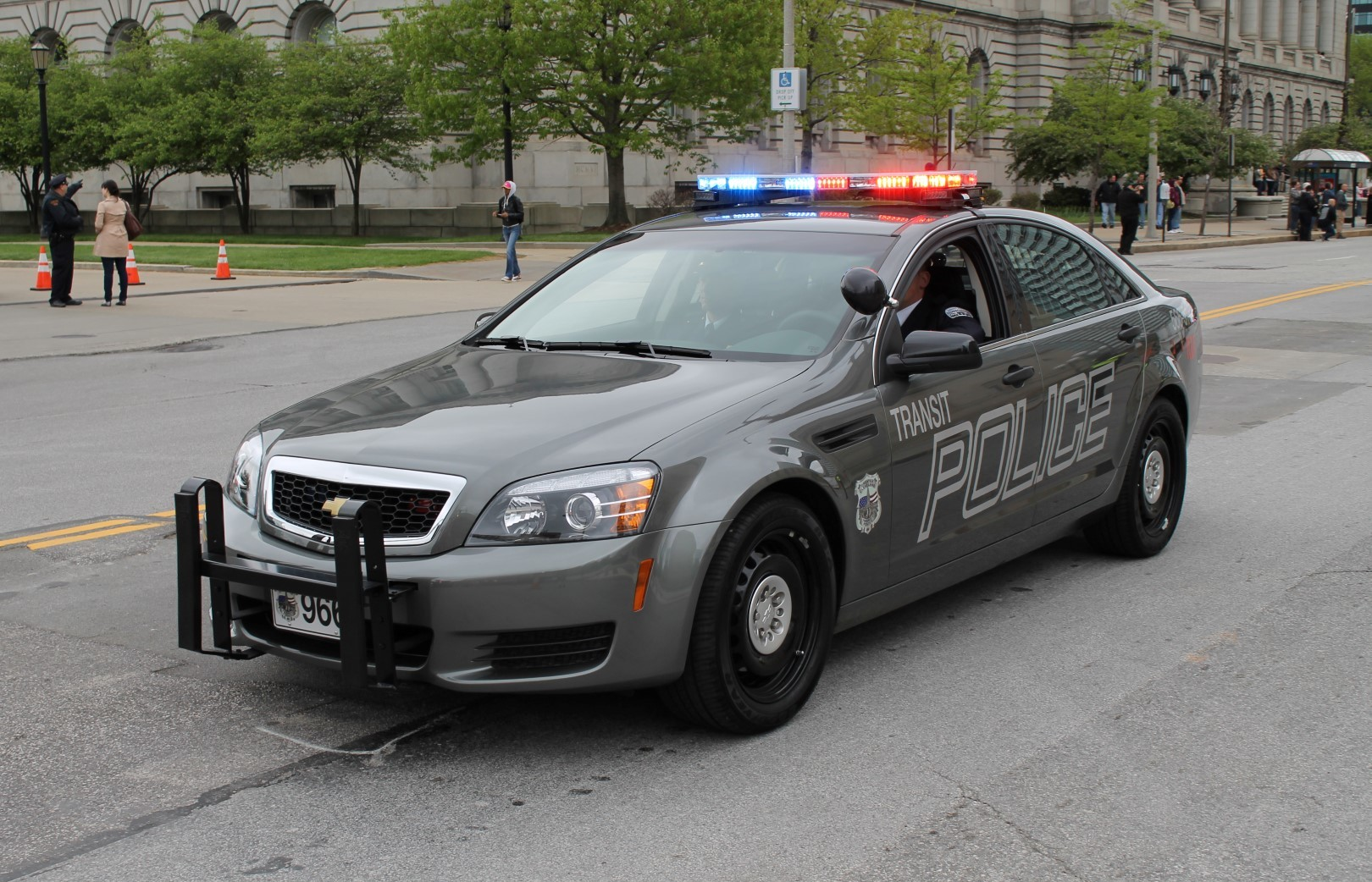
Transit Police Chevrolet Caprice

El Caprice se actualizó de nuevo basándose en el Holden WN Caprice. El Caprice LS y LTZ todavía conservan el parachoques delantero como el WM Statesman mientras que el Royale ahora recibe el mismo parachoques delantero como se ve en el WM / WN Caprice y el Caprice SS y los adornos que estaban previamente en el 2011-2013 Caprice SS, el 2010-2013 WM Caprice V, y actualmente el modelo WN Caprice GLP, y el interior del Holden Commodore (VF) Calais al igual que los modelos de Holden. El SS ahora gana la cámara de visión trasera que antes sólo estaba disponible en el Caprice Royale mientras que todavía no está disponible en el Caprice LS o LTZ, el mismo interior actualiza el WN Caprice y Caprice Royale, y también se entregan los mismos acabados que en el WN Caprice V & mientras que el LS, LTZ, y SS ganan nuevos acabados.
El Chevrolet Caprice de origen Holden en el acabado LS se utiliza en las fuerzas policiales de Oriente Medio en Arabia Saudí y Emiratos Árabes Unidos, como la Policía de Abu Dhabi, la Policía Real de Omán y la Policía de Dubái. En 2012, tras el fin de la guerra civil libia, la policía de Abu Dhabi donó 100 de sus Caprice LS a Libia junto con uniformes, convirtiéndose así en el único país del continente africano que cuenta con Caprices de origen Holden en servicio.

### Norteamérica

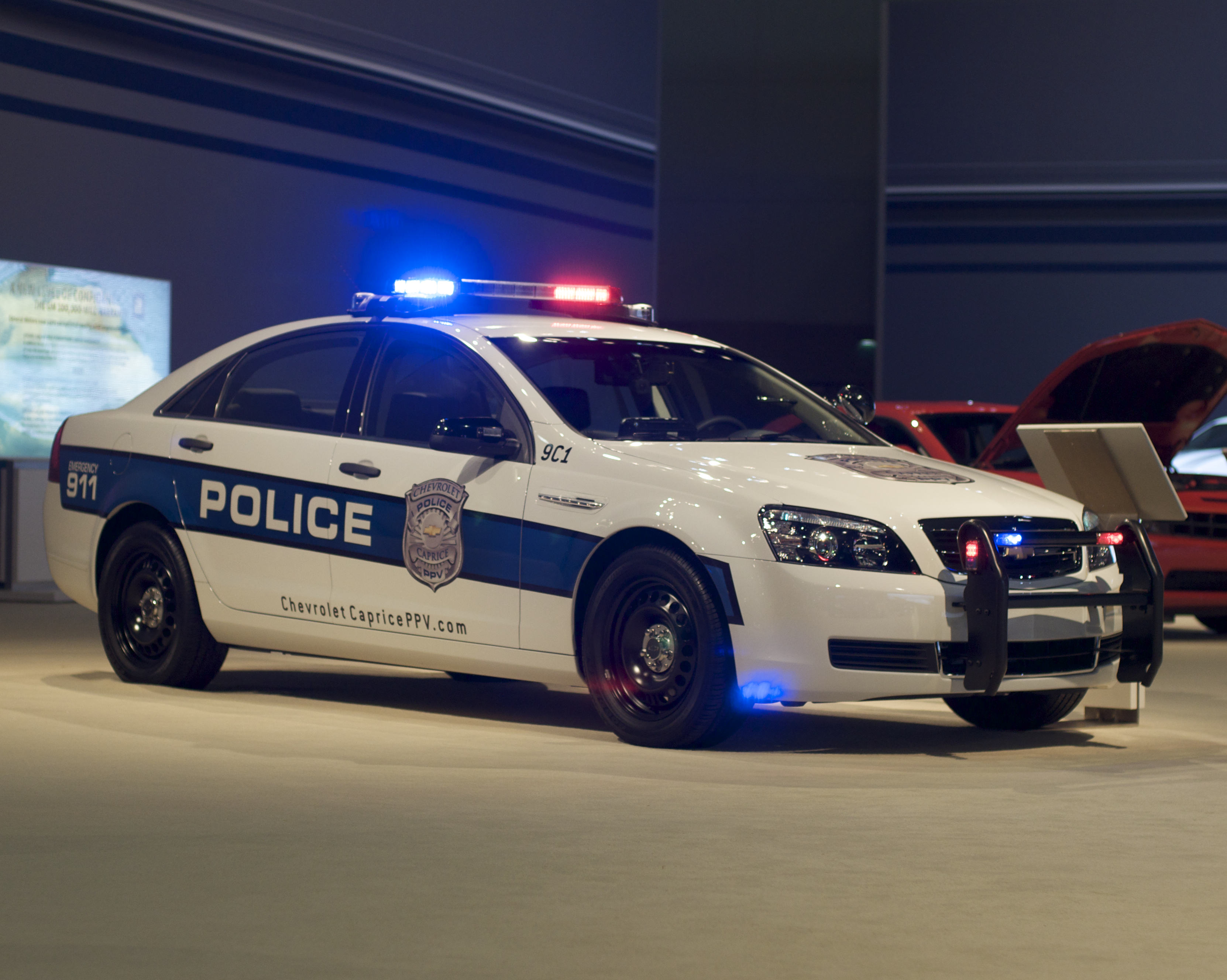
Chevrolet Caprice PPV

El 5 de octubre de 2009, General Motors anunció el Chevrolet Caprice Police Patrol Vehicle (PPV).
El Caprice PPV se basaba en un modelo anterior fabricado en Australia y exportado a Oriente Medio, el Chevrolet Caprice LS (que se basaba en el Holden Caprice WM serie I, vendido únicamente en el mercado de Australasia). El frontal y la parrilla eran los mismos que los del Caprice LS 2007-2010.
Aunque el Chevrolet Caprice de 2009 en adelante se vendió oficialmente sólo a las fuerzas del orden en los EE. UU., algunos vehículos, evidentemente, han sido adquiridos por particulares a través de los concesionarios. Se trataba de vehículos de demostración, excedentes de inventario no vendidos en concesionarios y compras para uso de demostración por parte de instaladores y empresas relacionadas[38].
El Caprice PPV se importó de Australia como una importación cautiva del Holden Caprice (serie WM), en lugar del Holden Commodore (VE) de batalla corta, que se vendía en pack policial en Australia. (Sin embargo, ambos coches se diseñaron sobre la plataforma Zeta de GM)[39].
Los Chevrolet Caprice fabricados en Australia contaban con un motor V8 de 6.0 L L77 AFM, de serie en 2011 y opcional a partir de 2012, o con un motor V6 de 3.6 L LLT SIDI, disponible nueve meses más tarde. Ambos motores eran compatibles con el etanol E85.
El coche de policía Caprice tuvo una acogida generalmente positiva, obteniendo puntuaciones perfectas en una evaluación realizada por el Departamento del Sheriff del Condado de Los Ángeles, y la única crítica se dirigió a su control electrónico de estabilidad excesivamente cauteloso.

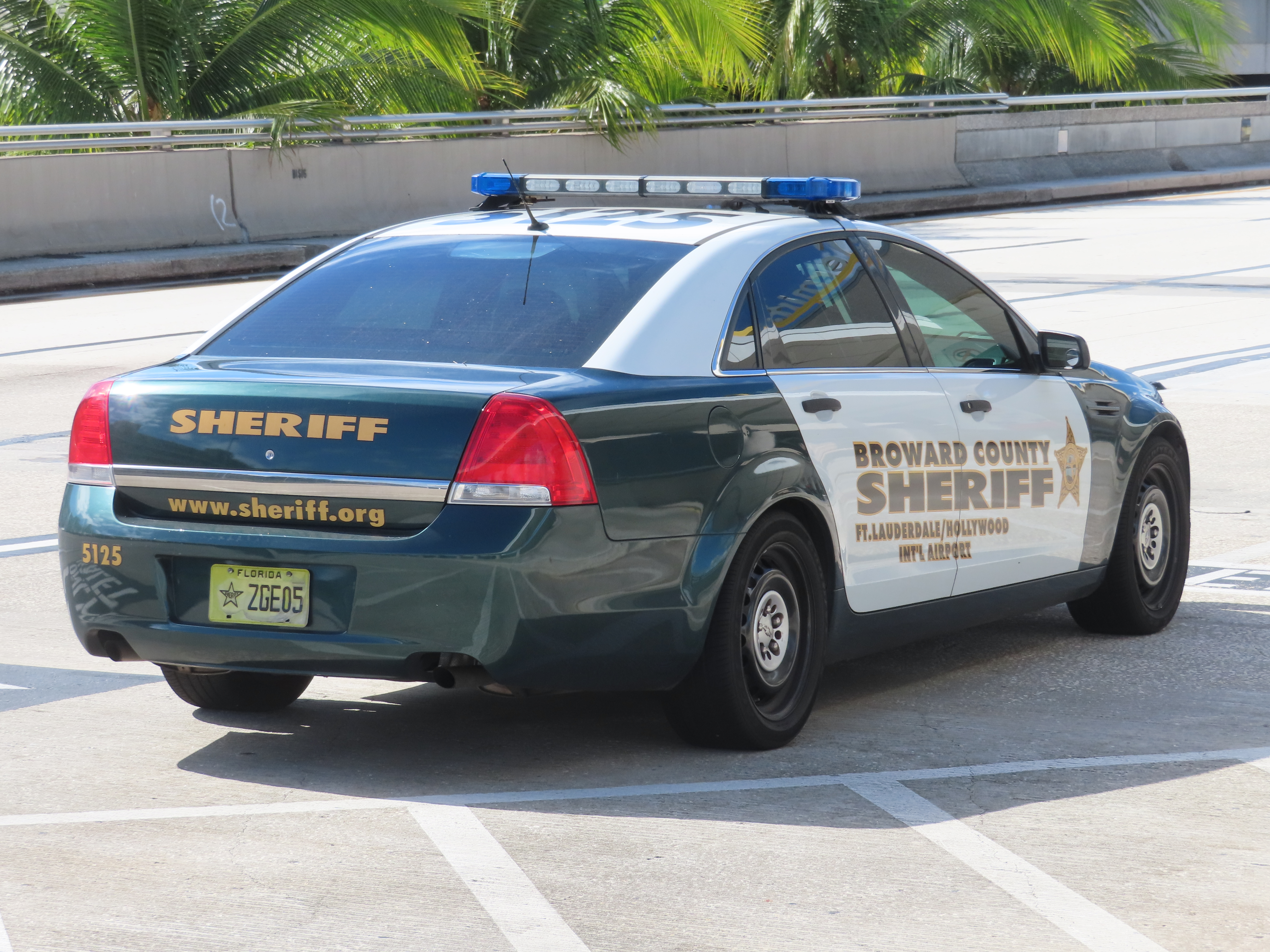
Broward County Sheriff Chevrolet Caprice

El logotipo del Caprice estaba grabado en la moldura cromada del maletero, había un logotipo PPV en el lado derecho de la fascia trasera y una placa de identificación FlexFuel, que estaba en los vehículos de GM en América del Norte desde 2007 hasta 2009. El PPV tenía tubos de escape dobles, una palanca de cambios en la consola, una mampara para prisioneros con soportes para rifles y escopetas, controles de luces y sirena en la consola, llantas de acero de 18 pulgadas y tapas centrales del Impala 9C1, y una pantalla táctil en lugar de la radio y los controles de climatización. Un prototipo similar al concept car de LAPD fue mostrado públicamente en Australia por Holden. Otro prototipo probado por la policía de Los Ángeles tenía el mismo frontal, parrilla, llantas de acero y tapas centrales que los modelos de producción, mientras que el coche se basaba en el Caprice Serie I WM con su parachoques trasero, luces intermitentes de color en el lateral del coche, embellecedores cromados con el Caprice grabado e insignia V8 del Caprice 2007-2010.

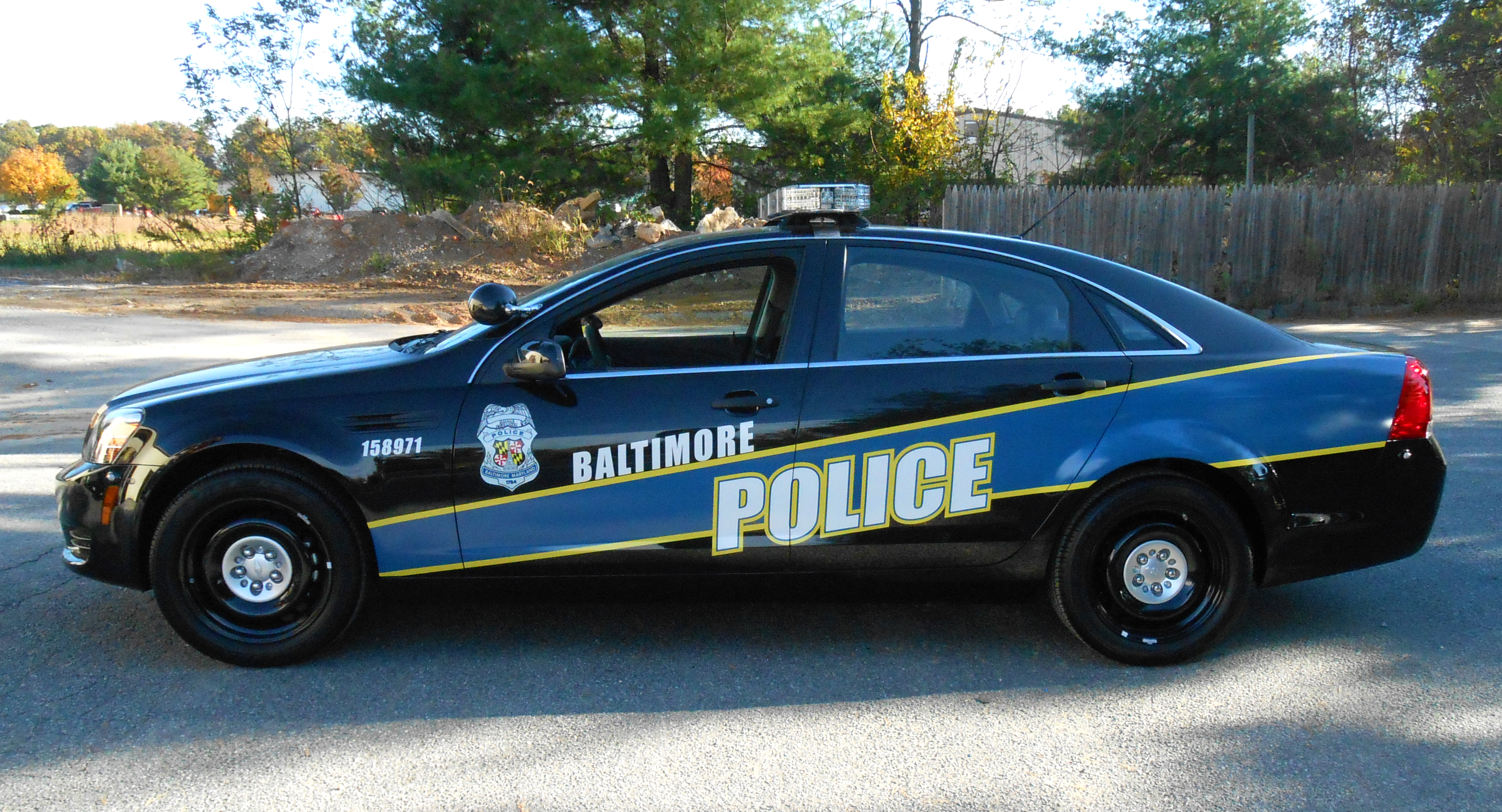
Baltimore Police Department Chevrolet Caprice PPV

Chevrolet añadió características especiales para el Caprice Police Patrol Vehicle (PPV). El asiento del conductor tenía una hendidura especial hecha para acomodar el cinturón de equipo de un oficial de policía. Se añadieron ajustes especiales, como la calibración PAL (Performance Algorithm Liftfoot) y una suspensión ajustada para aumentar el rendimiento, para las necesidades de la policía.
Anteriormente, el futuro del programa de exportación norteamericano de Holden había sido objeto de anuncios contradictorios, mientras General Motors salía de la quiebra. El 11 de julio de 2009, Bob Lutz declaró que el Pontiac G8, fabricado en Australia y basado en el Holden Commodore, era "demasiado bueno para desperdiciarlo" e indicó que volvería en forma de Chevrolet Caprice. En un principio, no estaba claro si el Caprice revivido en Norteamérica se basaría en el Commodore de batalla corta (como el Pontiac G8) o en las variantes Holden/Chevrolet Caprice más largas que ya se venden en Australasia y Oriente Medio. Varios días después, Lutz se retractó de su comentario, citando las condiciones del mercado, mientras que el consejero delegado de GM, Frederick Henderson, confirmó que se estaban estudiando aplicaciones policiales.
Lo que también diferenciaba al Caprice norteamericano de las variantes anteriores del Caprice vendidas en Australasia y Oriente Medio era la parte inferior del parachoques delantero (basada en el frontal del Holden Commodore Omega Serie II), una parrilla en forma de panal similar a la del Ford Crown Victoria Police Interceptor 2001-2011 y un interior procedente del Commodore Omega. (Este último era el acabado común de los paquetes policiales VE Commodore vendidos en Australasia en 2007-2013). Una subvariante de policía del PPV sin marca utilizó el mismo interior que la variante Caprice LS para el mercado de Oriente Medio, entre 2007 y 2013.
El equipamiento de serie del Caprice PPV incluía acceso sin llave, elevalunas y cierre de puertas eléctricos, un sistema de audio LCD a todo color de 6,5 pulgadas denominado "Holden iQ" con entrada auxiliar de audio y reproductor de CD de un solo disco, un sistema de audio delantero de cuatro altavoces con woofers y tweeters independientes, instrumentación completa con un centro de información al conductor (DIC) integrado, aire acondicionado con controles de temperatura de dos zonas para el conductor y el acompañante, asientos delanteros de dos plazas con ajuste eléctrico del asiento del conductor, control de crucero y asientos delanteros y traseros de tela. Las características opcionales incluían cableado para luces y sirenas de policía, una batería adicional para alimentar los accesorios instalados por la policía, la desactivación de las luces interiores de cortesía y los controles de las ventanillas traseras y los cierres de las puertas, cubiertas de plástico para las ruedas de dieciocho pulgadas (18"), un asiento trasero de vinilo, suelo de vinilo engomado y alfombrillas traseras para el maletero, y un sistema de arranque remoto del vehículo.

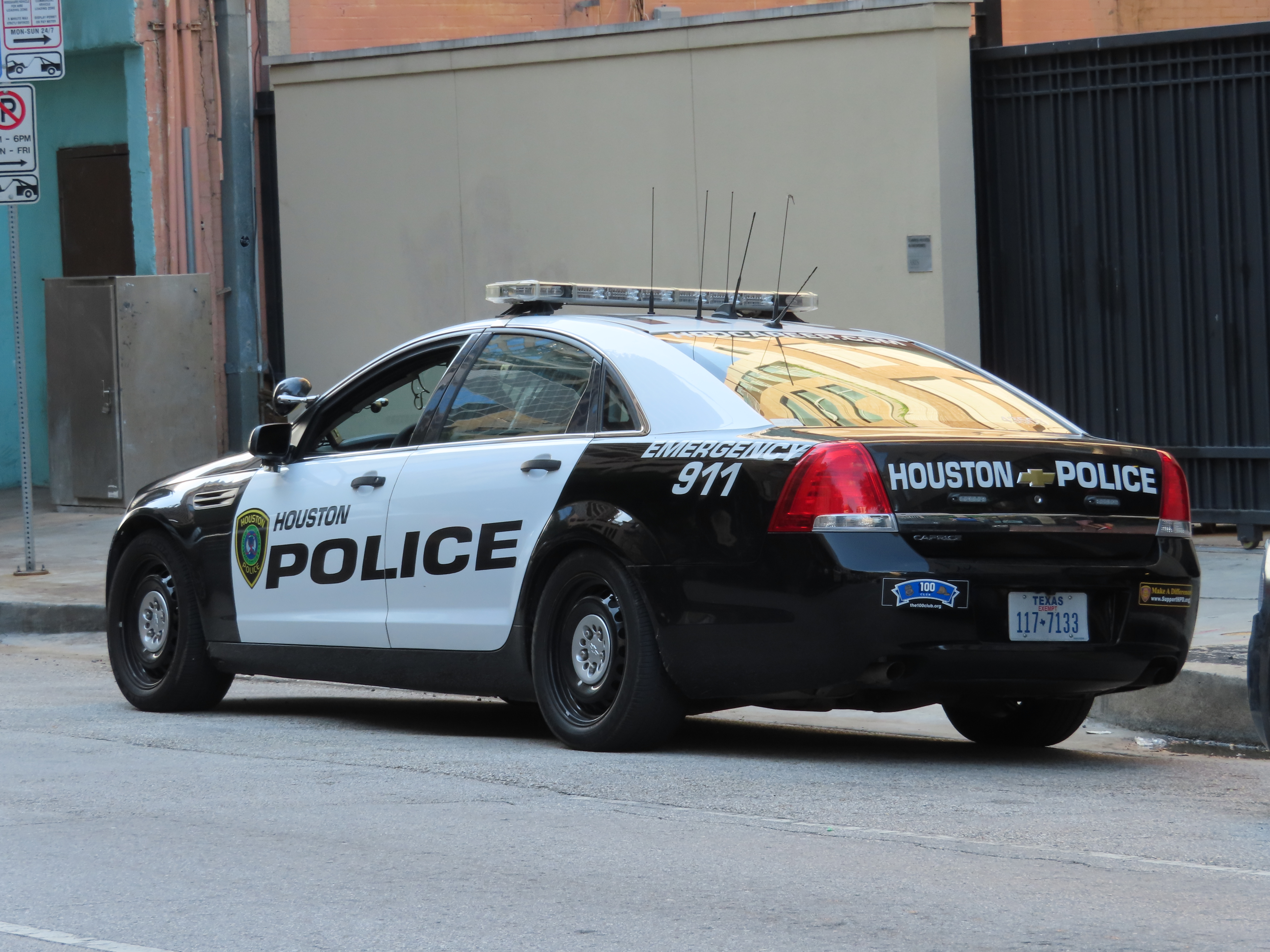
Houston Police Department Chevrolet Caprice

Para 2014, el Caprice PPV recibió un nuevo siete pulgadas, Chevrolet MyLink sistema de información y entretenimiento con pantalla táctil como equipamiento de serie, que ahora incluye Bluetooth para llamadas manos libres y streaming de audio estéreo inalámbrico a través de A2DP, las capacidades de radio por Internet Pandora, y una cámara de visión trasera integrada pantalla de copia de seguridad, entre otras nuevas características. El reproductor de CD de un solo disco estaba disponible para los años modelo 2014-2016, pero eliminado para el año modelo 2017.[48][49][50] El salpicadero fue rediseñado con un nuevo volante que integra crucero (velocidad), sistema de audio, y los controles de voz Bluetooth, un nuevo grupo de instrumentos con una pantalla LCD monocromática más grande centro de información del conductor (DIC), y los controles revisados (el nuevo salpicadero en el Caprice PPV era similar a la civil Chevrolet SS sedán que fue lanzado para el año modelo 2014). La palanca selectora de la transmisión automática de seis velocidades se reubicó de la consola central al salpicadero, directamente junto a la columna de dirección, lo que liberó espacio en la consola central para los equipos instalados por la policía, como ordenadores y equipos de radio. Además, los paneles de las puertas se rediseñaron con una colocación más cómoda de los mandos, incluidos los botones laterales dobles de apertura del maletero, y los asientos delanteros individuales se rediseñaron para mayor comodidad y sujeción de los agentes, con un nuevo tejido para los asientos de tela.
En 2017, General Motors cerró la planta de montaje de Elizabeth, Australia del Sur, donde se producía el Caprice PPV, poniendo fin a la producción tanto del Chevrolet SS civil como del Caprice PPV. El último PPV se fabricó el 18 de mayo de 2017. Con la discontinuación del Chevrolet Impala Limited Police Interceptor 9C1 después del año modelo 2017, Chevrolet ya no ofrece un sedán de cuatro puertas con un paquete policial.